# Liste des monuments historiques protégés en 1975
Cet article recense les monuments historiques français classés ou inscrits en 1975.

## Protections
| Édifice                                                                            | Commune                     | Département             | Région                     | Protection | Base Mérimée                         | Coordonnées                         | Image |
| ---------------------------------------------------------------------------------- | --------------------------- | ----------------------- | -------------------------- | ---------- | ------------------------------------ | ----------------------------------- | ----- |
| Chapelle Saint-Antoine et Saint-Maurice de Luthézieu                               | Valromey-sur-Séran          | Ain                     | Auvergne-Rhône-Alpes       | inscrit    | « PA00116311 », notice no PA00116311 | 45° 54′ 21″ nord, 5° 39′ 47″ est    |       |
| Théâtre de Bourg-en-Bresse                                                         | Bourg-en-Bresse             | Ain                     | Auvergne-Rhône-Alpes       | inscrit    | « PA00116346 », notice no PA00116346 | 46° 12′ 23″ nord, 5° 13′ 32″ est    |       |
| Hôtel de Condé                                                                     | Montluel                    | Ain                     | Auvergne-Rhône-Alpes       | inscrit    | « PA00116436 », notice no PA00116436 | 45° 51′ 03″ nord, 5° 03′ 18″ est    |       |
| Rocher gravé de Brécy                                                              | Brécy                       | Aisne                   | Hauts-de-France            | classé     | « PA00115555 », notice no PA00115555 | 49° 09′ 06″ nord, 3° 23′ 55″ est    |       |
| Église Saint-Pierre de Caumont                                                     | Caumont                     | Aisne                   | Hauts-de-France            | inscrit    | « PA00115573 », notice no PA00115573 | 49° 37′ 55″ nord, 3° 10′ 43″ est    |       |
| Église Saint-Rémy-au-Velours                                                       | Laon                        | Aisne                   | Hauts-de-France            | classé     | « PA00115722 », notice no PA00115722 | 49° 33′ 54″ nord, 3° 37′ 16″ est    |       |
| Église Notre-Dame de Vervins                                                       | Vervins                     | Aisne                   | Hauts-de-France            | classé     | « PA00115970 », notice no PA00115970 | 49° 50′ 06″ nord, 3° 54′ 27″ est    |       |
| Château de Montfand                                                                | Louchy-Montfand             | Allier                  | Auvergne-Rhône-Alpes       | inscrit    | « PA00093137 », notice no PA00093137 | 46° 18′ 57″ nord, 3° 14′ 59″ est    |       |
| Maison, 14 et 16 rue François-Péron                                                | Moulins                     | Allier                  | Auvergne-Rhône-Alpes       | classé     | « PA00093220 », notice no PA00093220 | 46° 34′ 00″ nord, 3° 19′ 57″ est    |       |
| Église Saint-Jacques                                                               | Nades                       | Allier                  | Auvergne-Rhône-Alpes       | inscrit    | « PA00093236 », notice no PA00093236 | 46° 09′ 31″ nord, 2° 58′ 09″ est    |       |
| Gare                                                                               | Néris-les-Bains             | Allier                  | Auvergne-Rhône-Alpes       | inscrit    | « PA00093244 », notice no PA00093244 | 46° 17′ 10″ nord, 2° 39′ 07″ est    |       |
| Château de Chéry                                                                   | Souvigny                    | Allier                  | Auvergne-Rhône-Alpes       | inscrit    | « PA00093302 », notice no PA00093302 | 46° 31′ 54″ nord, 3° 12′ 49″ est    |       |
| Maison La Matray                                                                   | Souvigny                    | Allier                  | Auvergne-Rhône-Alpes       | inscrit    | « PA00093306 », notice no PA00093306 | 46° 31′ 52″ nord, 3° 10′ 48″ est    |       |
| Château d'Arçon                                                                    | Vicq                        | Allier                  | Auvergne-Rhône-Alpes       | inscrit    | « PA00093362 », notice no PA00093362 | 46° 07′ 51″ nord, 3° 06′ 15″ est    |       |
| Chapelle Saint-Pierre                                                              | Curbans                     | Alpes-de-Haute-Provence | Provence-Alpes-Côte d'Azur | inscrit    | « PA00080377 », notice no PA00080377 | 44° 25′ 33″ nord, 6° 02′ 05″ est    |       |
| Église Saint-Sauveur                                                               | Manosque                    | Alpes-de-Haute-Provence | Provence-Alpes-Côte d'Azur | classé     | « PA00080423 », notice no PA00080423 | 43° 49′ 58″ nord, 5° 47′ 01″ est    |       |
| Hôtel Winter-Palace                                                                | Menton                      | Alpes-Maritimes         | Provence-Alpes-Côte d'Azur | inscrit    | « PA00080765 », notice no PA00080765 | 43° 46′ 38″ nord, 7° 29′ 29″ est    |       |
| Villa Masséna (actuel Musée Masséna)                                               | Nice                        | Alpes-Maritimes         | Provence-Alpes-Côte d'Azur | inscrit    | « PA00080805 », notice no PA00080805 | 43° 41′ 43″ nord, 7° 15′ 32″ est    |       |
| Château de Saint-André                                                             | Saint-André                 | Alpes-Maritimes         | Provence-Alpes-Côte d'Azur | inscrit    | « PA00080830 », notice no PA00080830 | 43° 44′ 44″ nord, 7° 17′ 18″ est    |       |
| Église Sainte-Marie de Genestelle                                                  | Genestelle                  | Ardèche                 | Auvergne-Rhône-Alpes       | inscrit    | « PA00116708 », notice no PA00116708 | 44° 43′ 07″ nord, 4° 23′ 30″ est    |       |
| Église Notre-Dame de Niègles                                                       | Pont-de-Labeaume            | Ardèche                 | Auvergne-Rhône-Alpes       | inscrit    | « PA00116743 », notice no PA00116743 | 44° 39′ 58″ nord, 4° 17′ 33″ est    |       |
| Château du Bousquet                                                                | Saint-Laurent-du-Pape       | Ardèche                 | Auvergne-Rhône-Alpes       | inscrit    | « PA00116792 », notice no PA00116792 | 44° 49′ 35″ nord, 4° 45′ 50″ est    |       |
| Chapelle Saint-Avit                                                                | Aix-en-Othe                 | Aube                    | Grand Est                  | inscrit    | « PA00078014 », notice no PA00078014 | 48° 13′ 26″ nord, 3° 44′ 21″ est    |       |
| Cirque municipal                                                                   | Troyes                      | Aube                    | Grand Est                  | inscrit    | « PA00078252 », notice no PA00078252 | 48° 18′ 01″ nord, 4° 04′ 31″ est    |       |
| Kiosque à musique                                                                  | Troyes                      | Aube                    | Grand Est                  | inscrit    | « PA00078273 », notice no PA00078273 | 48° 17′ 55″ nord, 4° 04′ 17″ est    |       |
| Château de Castelnau-Pégayrols                                                     | Castelnau-Pégayrols         | Aveyron                 | Occitanie                  | inscrit    | « PA00093991 », notice no PA00093991 | 44° 07′ 46″ nord, 2° 55′ 57″ est    |       |
| Mairie                                                                             | Estaing                     | Aveyron                 | Occitanie                  | inscrit    | « PA00094024 », notice no PA00094024 | 44° 33′ 17″ nord, 2° 40′ 19″ est    |       |
| Église Notre-Dame de Thérondels                                                    | Thérondels                  | Aveyron                 | Occitanie                  | classé     | « PA00094191 », notice no PA00094191 | 44° 53′ 47″ nord, 2° 45′ 35″ est    |       |
| Cimetière                                                                          | Marmoutier                  | Bas-Rhin                | Grand Est                  | inscrit    | « PA00084785 », notice no PA00084785 | 48° 41′ 17″ nord, 7° 22′ 54″ est    |       |
| Hôtel Brion (hôtel Marguerite)                                                     | Strasbourg                  | Bas-Rhin                | Grand Est                  | inscrit    | « PA00085173 », notice no PA00085173 | 48° 35′ 09″ nord, 7° 46′ 06″ est    |       |
| Immeuble                                                                           | Strasbourg                  | Bas-Rhin                | Grand Est                  | inscrit    | « PA00085094 », notice no PA00085094 | 48° 35′ 05″ nord, 7° 44′ 55″ est    |       |
| Immeuble                                                                           | Strasbourg                  | Bas-Rhin                | Grand Est                  | inscrit    | « PA00085179 », notice no PA00085179 | 48° 35′ 24″ nord, 7° 45′ 03″ est    |       |
| Immeuble                                                                           | Strasbourg                  | Bas-Rhin                | Grand Est                  | inscrit    | « PA00085156 », notice no PA00085156 | 48° 35′ 25″ nord, 7° 46′ 06″ est    |       |
| Hôtel Schützenberger                                                               | Strasbourg                  | Bas-Rhin                | Grand Est                  | inscrit    | « PA00085038 », notice no PA00085038 | 48° 35′ 30″ nord, 7° 46′ 12″ est    |       |
| Immeuble                                                                           | Strasbourg                  | Bas-Rhin                | Grand Est                  | inscrit    | « PA00085113 », notice no PA00085113 | 48° 35′ 21″ nord, 7° 45′ 04″ est    |       |
| Église Notre-Dame-de-l'Assomption de Puyricard                                     | Aix-en-Provence             | Bouches-du-Rhône        | Provence-Alpes-Côte d'Azur | inscrit    | « PA00080998 », notice no PA00080998 | 43° 34′ 57″ nord, 5° 25′ 16″ est    |       |
| Domaine du Grand-Saint-Jean                                                        | Aix-en-Provence             | Bouches-du-Rhône        | Provence-Alpes-Côte d'Azur | inscrit    | « PA00080996 », notice no PA00080996 | 43° 36′ 11″ nord, 5° 22′ 22″ est    |       |
| Maison du chemin du Paradis                                                        | Martigues                   | Bouches-du-Rhône        | Provence-Alpes-Côte d'Azur | inscrit    | « PA00081375 », notice no PA00081375 | 43° 24′ 29″ nord, 5° 03′ 06″ est    |       |
| Chapelle-oratoire                                                                  | Tarascon                    | Bouches-du-Rhône        | Provence-Alpes-Côte d'Azur | inscrit    | « PA00081469 », notice no PA00081469 | 43° 50′ 26″ nord, 4° 39′ 50″ est    |       |
| Moulin à eau                                                                       | Airan                       | Calvados                | Normandie                  | inscrit    | « PA00111009 », notice no PA00111009 | 49° 06′ 16″ nord, 0° 09′ 00″ ouest  |       |
| Château de Baron-sur-Odon                                                          | Baron-sur-Odon              | Calvados                | Normandie                  | inscrit    | « PA00111036 », notice no PA00111036 | 49° 07′ 58″ nord, 0° 29′ 12″ ouest  |       |
| Château de Bavent                                                                  | Bavent                      | Calvados                | Normandie                  | inscrit    | « PA00111040 », notice no PA00111040 | 49° 13′ 46″ nord, 0° 11′ 05″ ouest  |       |
| Hôtel du Croissant                                                                 | Bayeux                      | Calvados                | Normandie                  | inscrit    | « PA00111049 », notice no PA00111049 | 49° 16′ 36″ nord, 0° 41′ 56″ ouest  |       |
| Église Notre-Dame de Druval                                                        | Beaufour-Druval             | Calvados                | Normandie                  | inscrit    | « PA00111070 », notice no PA00111070 | 49° 12′ 27″ nord, 0° 01′ 54″ est    |       |
| Église Saint-Sauveur (ancienne église priorale)                                    | Beaumont-en-Auge            | Calvados                | Normandie                  | inscrit    | « PA00111074 », notice no PA00111074 | 49° 16′ 43″ nord, 0° 06′ 40″ est    |       |
| Église Sainte-Anne de Sainte-Anne-d'Entremont                                      | Bernières-d'Ailly           | Calvados                | Normandie                  | inscrit    | « PA00111084 », notice no PA00111084 | 48° 56′ 35″ nord, 0° 06′ 35″ ouest  |       |
| Manoir de la Morsanglière                                                          | Bonneville-la-Louvet        | Calvados                | Normandie                  | inscrit    | « PA00111103 », notice no PA00111103 | 49° 16′ 33″ nord, 0° 18′ 59″ est    |       |
| Hôtel Marescot de Prémare                                                          | Caen                        | Calvados                | Normandie                  | inscrit    | « PA00111186 », notice no PA00111186 | 49° 11′ 00″ nord, 0° 22′ 07″ ouest  |       |
| Palais de justice                                                                  | Caen                        | Calvados                | Normandie                  | inscrit    | « PA00111190 », notice no PA00111190 | 49° 10′ 57″ nord, 0° 22′ 14″ ouest  |       |
| Chapelle Sainte-Paix                                                               | Caen                        | Calvados                | Normandie                  | classé     | « PA00111125 », notice no PA00111125 | 49° 10′ 32″ nord, 0° 20′ 35″ ouest  |       |
| Prison de Beaulieu                                                                 | Caen                        | Calvados                | Normandie                  | inscrit    | « PA00111193 », notice no PA00111193 | 49° 11′ 09″ nord, 0° 24′ 06″ ouest  |       |
| Manoir de Tonnencourt                                                              | Cheffreville-Tonnencourt    | Calvados                | Normandie                  | inscrit    | « PA00111223 », notice no PA00111223 | 49° 01′ 06″ nord, 0° 14′ 43″ est    |       |
| Château de Courcy                                                                  | Courcy                      | Calvados                | Normandie                  | inscrit    | « PA00111247 », notice no PA00111247 | 48° 58′ 16″ nord, 0° 02′ 27″ ouest  |       |
| Villa Strassburger                                                                 | Deauville                   | Calvados                | Normandie                  | inscrit    | « PA00111279 », notice no PA00111279 | 49° 21′ 04″ nord, 0° 04′ 28″ est    |       |
| Basilique Notre-Dame-de-la-Délivrande                                              | Douvres-la-Délivrande       | Calvados                | Normandie                  | inscrit    | « PA00111287 », notice no PA00111287 | 49° 17′ 55″ nord, 0° 22′ 20″ ouest  |       |
| Pharmacie Lesage                                                                   | Douvres-la-Délivrande       | Calvados                | Normandie                  | inscrit    | « PA00111290 », notice no PA00111290 | 49° 17′ 54″ nord, 0° 22′ 23″ ouest  |       |
| Loges de la foire de Guibray                                                       | Falaise                     | Calvados                | Normandie                  | inscrit    | « PA00111322 », notice no PA00111322 | 48° 53′ 33″ nord, 0° 11′ 13″ ouest  |       |
| Maison                                                                             | Falaise                     | Calvados                | Normandie                  | inscrit    | « PA00111325 », notice no PA00111325 | 48° 53′ 33″ nord, 0° 11′ 12″ ouest  |       |
| Tumulus de la Hoguette                                                             | Fontenay-le-Marmion         | Calvados                | Normandie                  | classé     | « PA00111347 », notice no PA00111347 | 49° 05′ 47″ nord, 0° 21′ 16″ ouest  |       |
| Manoir de l'Hermerel                                                               | Géfosse-Fontenay            | Calvados                | Normandie                  | inscrit    | « PA00111361 », notice no PA00111361 | 49° 22′ 06″ nord, 1° 04′ 37″ ouest  |       |
| Manoir d'Heurtevent                                                                | Heurtevent                  | Calvados                | Normandie                  | inscrit    | « PA00111387 », notice no PA00111387 | 48° 58′ 45″ nord, 0° 07′ 18″ est    |       |
| Manoir Quiquengrogne                                                               | Honfleur                    | Calvados                | Normandie                  | inscrit    | « PA00111437 », notice no PA00111437 | 49° 25′ 09″ nord, 0° 13′ 45″ est    |       |
| Hospice                                                                            | Honfleur                    | Calvados                | Normandie                  | inscrit    | « PA00111395 », notice no PA00111395 | 49° 25′ 28″ nord, 0° 13′ 42″ est    |       |
| Manoir du Lieu Calice                                                              | Hotot-en-Auge               | Calvados                | Normandie                  | inscrit    | « PA00111449 », notice no PA00111449 | 49° 10′ 19″ nord, 0° 02′ 11″ ouest  |       |
| Château de Lasson                                                                  | Lasson                      | Calvados                | Normandie                  | inscrit    | « PA00111466 », notice no PA00111466 | 49° 14′ 04″ nord, 0° 27′ 40″ ouest  |       |
| Manoir du Verger                                                                   | Le Mesnil-Durand            | Calvados                | Normandie                  | inscrit    | « PA00111537 », notice no PA00111537 | 49° 03′ 16″ nord, 0° 08′ 58″ est    |       |
| Église Saint-Martin                                                                | Nonant                      | Calvados                | Normandie                  | inscrit    | « PA00111567 », notice no PA00111567 | 49° 14′ 36″ nord, 0° 38′ 18″ ouest  |       |
| Église Notre-Dame                                                                  | Notre-Dame-de-Livaye        | Calvados                | Normandie                  | inscrit    | « PA00111578 », notice no PA00111578 | 49° 06′ 55″ nord, 0° 03′ 03″ est    |       |
| Manoir des Hommes                                                                  | L'Oudon                     | Calvados                | Normandie                  | inscrit    | « PA00111587 », notice no PA00111587 | 48° 58′ 21″ nord, 0° 02′ 29″ est    |       |
| Manoir de l'Aumône                                                                 | Saint-Hymer                 | Calvados                | Normandie                  | inscrit    | « PA00111680 », notice no PA00111680 | 49° 16′ 00″ nord, 0° 09′ 43″ est    |       |
| Église Saint-Michel                                                                | Saint-Michel-de-Livet       | Calvados                | Normandie                  | classé     | « PA00111704 », notice no PA00111704 | 49° 01′ 06″ nord, 0° 08′ 03″ est    |       |
| Croix de cimetière                                                                 | Saint-Pierre-de-Mailloc     | Calvados                | Normandie                  | classé     | « PA00111709 », notice no PA00111709 | 49° 04′ 04″ nord, 0° 19′ 00″ est    |       |
| Manoir                                                                             | Touques                     | Calvados                | Normandie                  | inscrit    | « PA00111757 », notice no PA00111757 | 49° 20′ 35″ nord, 0° 06′ 09″ est    |       |
| Manoir de la Poterie                                                               | Tourgéville                 | Calvados                | Normandie                  | inscrit    | « PA00111763 », notice no PA00111763 | 49° 18′ 46″ nord, 0° 05′ 59″ est    |       |
| Château de Vicques                                                                 | Vicques                     | Calvados                | Normandie                  | inscrit    | « PA00111795 », notice no PA00111795 | 48° 56′ 42″ nord, 0° 04′ 43″ ouest  |       |
| Château du Mesnil-d'O                                                              | Vieux-Fumé                  | Calvados                | Normandie                  | classé     | « PA00111803 », notice no PA00111803 | 49° 03′ 34″ nord, 0° 07′ 30″ ouest  |       |
| Hôtel-Dieu                                                                         | Vire                        | Calvados                | Normandie                  | inscrit    | « PA00111815 », notice no PA00111815 | 48° 50′ 10″ nord, 0° 53′ 20″ ouest  |       |
| Couvent des Ursulines                                                              | Vire                        | Calvados                | Normandie                  | inscrit    | « PA00111811 », notice no PA00111811 | 48° 50′ 12″ nord, 0° 53′ 07″ ouest  |       |
| Hôtel de préfecture de la Charente                                                 | Angoulême                   | Charente                | Nouvelle-Aquitaine         | inscrit    | « PA00104226 », notice no PA00104226 | 45° 38′ 45″ nord, 0° 09′ 25″ est    |       |
| Château de Meux                                                                    | Meux                        | Charente-Maritime       | Nouvelle-Aquitaine         | inscrit    | « PA00104806 », notice no PA00104806 | 45° 26′ 39″ nord, 0° 20′ 54″ ouest  |       |
| Fontaine Bourdaloue                                                                | Bourges                     | Cher                    | Centre-Val de Loire        | inscrit    | « PA00096675 », notice no PA00096675 | 47° 04′ 54″ nord, 2° 23′ 44″ est    |       |
| Maison des Trousseau                                                               | Bourges                     | Cher                    | Centre-Val de Loire        | inscrit    | « PA00096695 », notice no PA00096695 | 47° 04′ 55″ nord, 2° 23′ 35″ est    |       |
| Château d'eau                                                                      | Bourges                     | Cher                    | Centre-Val de Loire        | inscrit    | « PA00096658 », notice no PA00096658 | 47° 04′ 34″ nord, 2° 24′ 02″ est    |       |
| Château de la Noue                                                                 | Vierzon                     | Cher                    | Centre-Val de Loire        | inscrit    | « PA00096922 », notice no PA00096922 | 47° 12′ 39″ nord, 2° 03′ 40″ est    |       |
| Église Saint-Pierre d'Alleyrat                                                     | Alleyrat                    | Corrèze                 | Nouvelle-Aquitaine         | inscrit    | « PA00099649 », notice no PA00099649 | 45° 34′ 34″ nord, 2° 12′ 56″ est    |       |
| Église Saint-Étienne d'Altillac                                                    | Altillac                    | Corrèze                 | Nouvelle-Aquitaine         | classé     | « PA00099650 », notice no PA00099650 | 44° 58′ 40″ nord, 1° 50′ 50″ est    |       |
| Château de Lapleau                                                                 | Lapleau                     | Corrèze                 | Nouvelle-Aquitaine         | inscrit    | « PA00099788 », notice no PA00099788 | 45° 17′ 33″ nord, 2° 10′ 02″ est    |       |
| Église Saint-Martin de Margerides                                                  | Margerides                  | Corrèze                 | Nouvelle-Aquitaine         | classé     | « PA00099797 », notice no PA00099797 | 45° 27′ 10″ nord, 2° 23′ 58″ est    |       |
| Église Saint-Hilaire-de-Poitiers de Saint-Hilaire-Foissac                          | Saint-Hilaire-Foissac       | Corrèze                 | Nouvelle-Aquitaine         | inscrit    | « PA00099862 », notice no PA00099862 | 45° 19′ 52″ nord, 2° 07′ 34″ est    |       |
| Tour de Salon-la-Tour                                                              | Salon-la-Tour               | Corrèze                 | Nouvelle-Aquitaine         | classé     | « PA00099884 », notice no PA00099884 | 45° 30′ 16″ nord, 1° 32′ 19″ est    |       |
| Citadelle                                                                          | Ajaccio                     | Corse-du-Sud            | Corse                      | inscrit    | « PA00099062 », notice no PA00099062 | 41° 55′ 00″ nord, 8° 44′ 25″ est    |       |
| Alignement d'I Stantari, Alignement de Rinaghju                                    | Sartène                     | Corse-du-Sud            | Corse                      | classé     | « PA00099112 », notice no PA00099112 | 41° 31′ 49″ nord, 8° 55′ 18″ est    |       |
| Hospice de la Charité                                                              | Beaune                      | Côte-d'Or               | Bourgogne-Franche-Comté    | classé     | « PA00112111 », notice no PA00112111 | 47° 01′ 30″ nord, 4° 50′ 21″ est    |       |
| Château de Rocheprise                                                              | Brémur-et-Vaurois           | Côte-d'Or               | Bourgogne-Franche-Comté    | inscrit    | « PA00112159 », notice no PA00112159 | 47° 43′ 59″ nord, 4° 36′ 12″ est    |       |
| Château de Brochon                                                                 | Brochon                     | Côte-d'Or               | Bourgogne-Franche-Comté    | inscrit    | « PA00112162 », notice no PA00112162 | 47° 14′ 18″ nord, 4° 58′ 23″ est    |       |
| Château de Collonges-lès-Bévy                                                      | Collonges-lès-Bévy          | Côte-d'Or               | Bourgogne-Franche-Comté    | inscrit    | « PA00112220 », notice no PA00112220 | 47° 10′ 07″ nord, 4° 51′ 11″ est    |       |
| École Saint-François-de-Sales                                                      | Dijon                       | Côte-d'Or               | Bourgogne-Franche-Comté    | inscrit    | « PA00112266 », notice no PA00112266 | 47° 19′ 22″ nord, 5° 02′ 48″ est    |       |
| Grand Théâtre de Dijon                                                             | Dijon                       | Côte-d'Or               | Bourgogne-Franche-Comté    | inscrit    | « PA00112435 », notice no PA00112435 | 47° 19′ 17″ nord, 5° 02′ 35″ est    |       |
| Immeuble Art nouveau                                                               | Dijon                       | Côte-d'Or               | Bourgogne-Franche-Comté    | inscrit    | « PA00112338 », notice no PA00112338 | 47° 19′ 25″ nord, 5° 02′ 15″ est    |       |
| Maison Creusot                                                                     | Dijon                       | Côte-d'Or               | Bourgogne-Franche-Comté    | inscrit    | « PA00112404 », notice no PA00112404 | 47° 18′ 38″ nord, 5° 02′ 51″ est    |       |
| Halles du marché                                                                   | Dijon                       | Côte-d'Or               | Bourgogne-Franche-Comté    | inscrit    | « PA00112274 », notice no PA00112274 | 47° 19′ 25″ nord, 5° 02′ 23″ est    |       |
| Grand hôtel la Cloche                                                              | Dijon                       | Côte-d'Or               | Bourgogne-Franche-Comté    | inscrit    | « PA00112291 », notice no PA00112291 | 47° 19′ 27″ nord, 5° 02′ 01″ est    |       |
| Chapelle Saint-Louis                                                               | Lantenay                    | Côte-d'Or               | Bourgogne-Franche-Comté    | classé     | « PA00112503 », notice no PA00112503 | 47° 20′ 44″ nord, 4° 52′ 05″ est    |       |
| Château de Quemigny-sur-Seine                                                      | Quemigny-sur-Seine          | Côte-d'Or               | Bourgogne-Franche-Comté    | inscrit    | « PA00112603 », notice no PA00112603 | 47° 39′ 45″ nord, 4° 40′ 09″ est    |       |
| Château des ducs de Bourgogne                                                      | Talant                      | Côte-d'Or               | Bourgogne-Franche-Comté    | inscrit    | « PA00112686 », notice no PA00112686 | 47° 51′ 32″ nord, 4° 34′ 39″ est    |       |
| Menhir de Glomel                                                                   | Glomel                      | Côtes-d'Armor           | Bretagne                   | classé     | « PA00089164 », notice no PA00089164 | 48° 13′ 23″ nord, 3° 23′ 10″ ouest  |       |
| Château de la Motte-Basse                                                          | Le Gouray                   | Côtes-d'Armor           | Bretagne                   | inscrit    | « PA00089170 », notice no PA00089170 | 48° 19′ 15″ nord, 2° 28′ 37″ ouest  |       |
| Hôtel Sevoy                                                                        | Jugon-les-Lacs              | Côtes-d'Armor           | Bretagne                   | inscrit    | « PA00089208 », notice no PA00089208 | 48° 24′ 29″ nord, 2° 19′ 20″ ouest  |       |
| Moulin à vent                                                                      | Lancieux                    | Côtes-d'Armor           | Bretagne                   | inscrit    | « PA00089237 », notice no PA00089237 | 48° 35′ 59″ nord, 2° 08′ 59″ ouest  |       |
| Allée couverte de l'île Coalen                                                     | Lanmodez                    | Côtes-d'Armor           | Bretagne                   | classé     | « PA00089257 », notice no PA00089257 | 48° 50′ 51″ nord, 3° 04′ 52″ ouest  |       |
| Fort des Sept-Îles                                                                 | Perros-Guirec               | Côtes-d'Armor           | Bretagne                   | inscrit    | « PA00089384 », notice no PA00089384 | 48° 52′ 45″ nord, 3° 29′ 36″ ouest  |       |
| Manoir de la Ville-Aux-Veneurs                                                     | Trévé                       | Côtes-d'Armor           | Bretagne                   | inscrit    | « PA00089738 », notice no PA00089738 | 48° 11′ 36″ nord, 2° 49′ 34″ ouest  |       |
| Viaduc de Busseau                                                                  | Ahun                        | Creuse                  | Nouvelle-Aquitaine         | inscrit    | « PA00099984 », notice no PA00099984 | 46° 07′ 24″ nord, 2° 01′ 35″ est    |       |
| Viaduc de la Tardes                                                                | Évaux-les-Bains             | Creuse                  | Nouvelle-Aquitaine         | inscrit    | « PA00100061 », notice no PA00100061 | 46° 11′ 26″ nord, 2° 27′ 38″ est    |       |
| Tour de Sermur                                                                     | Sermur                      | Creuse                  | Nouvelle-Aquitaine         | classé     | « PA00100201 », notice no PA00100201 | 45° 58′ 36″ nord, 2° 25′ 53″ est    |       |
| Église Saint-Jean-Baptiste de Limalonges                                           | Limalonges                  | Deux-Sèvres             | Nouvelle-Aquitaine         | classé     | « PA00101246 », notice no PA00101246 | 46° 07′ 49″ nord, 0° 10′ 09″ est    |       |
| Logis de Puy-Chenin                                                                | Xaintray                    | Deux-Sèvres             | Nouvelle-Aquitaine         | inscrit    | « PA00101402 », notice no PA00101402 | 46° 30′ 15″ nord, 0° 28′ 56″ ouest  |       |
| Château de Mounet-Sully                                                            | Bergerac                    | Dordogne                | Nouvelle-Aquitaine         | inscrit    | « PA00082374 », notice no PA00082374 | 44° 52′ 12″ nord, 0° 27′ 25″ est    |       |
| Maison dite du Temple de l'Eau                                                     | Cherveix-Cubas              | Dordogne                | Nouvelle-Aquitaine         | inscrit    | « PA00082491 », notice no PA00082491 | 45° 17′ 13″ nord, 1° 06′ 12″ est    |       |
| Château de la Reille                                                               | Coulaures                   | Dordogne                | Nouvelle-Aquitaine         | inscrit    | « PA00082504 », notice no PA00082504 | 45° 18′ 05″ nord, 0° 58′ 37″ est    |       |
| Loge maçonnique                                                                    | Périgueux                   | Dordogne                | Nouvelle-Aquitaine         | inscrit    | « PA00082744 », notice no PA00082744 | 45° 11′ 05″ nord, 0° 43′ 23″ est    |       |
| Hôtel de préfecture de la Dordogne                                                 | Périgueux                   | Dordogne                | Nouvelle-Aquitaine         | inscrit    | « PA00082736 », notice no PA00082736 | 45° 11′ 12″ nord, 0° 43′ 33″ est    |       |
| Ancienne église Notre-Dame                                                         | Ribérac                     | Dordogne                | Nouvelle-Aquitaine         | inscrit    | « PA00082781 », notice no PA00082781 | 45° 14′ 50″ nord, 0° 20′ 34″ est    |       |
| Église Saint-Crépin                                                                | Saint-Crépin-et-Carlucet    | Dordogne                | Nouvelle-Aquitaine         | inscrit    | « PA00082816 », notice no PA00082816 | 44° 57′ 31″ nord, 1° 16′ 42″ est    |       |
| Maison Les Granges                                                                 | Saint-Crépin-et-Carlucet    | Dordogne                | Nouvelle-Aquitaine         | inscrit    | « PA00082817 », notice no PA00082817 | 44° 57′ 48″ nord, 1° 16′ 27″ est    |       |
| Voie romaine                                                                       | Beure                       | Doubs                   | Bourgogne-Franche-Comté    | classé     | « PA00101614 », notice no PA00101614 | 47° 12′ 22″ nord, 6° 00′ 34″ est    |       |
| Mairie-lavoir de Gennes                                                            | Gennes                      | Doubs                   | Bourgogne-Franche-Comté    | inscrit    | « PA00101647 », notice no PA00101647 | 47° 14′ 44″ nord, 6° 07′ 19″ est    |       |
| Maison de la Poste                                                                 | Crest                       | Drôme                   | Auvergne-Rhône-Alpes       | inscrit    | « PA00116929 », notice no PA00116929 | 44° 43′ 39″ nord, 5° 01′ 20″ est    |       |
| Hypogée du Champtier des Bureaux                                                   | Buno-Bonnevaux              | Essonne                 | Île-de-France              | inscrit    | « PA00087848 », notice no PA00087848 | 48° 21′ 34″ nord, 2° 23′ 28″ est    |       |
| Château du Tronchet                                                                | Chalo-Saint-Mars            | Essonne                 | Île-de-France              | inscrit    | « PA00087851 », notice no PA00087851 | 48° 26′ 15″ nord, 2° 03′ 14″ est    |       |
| Ferme des Tourelles                                                                | Saint-Cyr-sous-Dourdan      | Essonne                 | Île-de-France              | classé     | « PA00088001 », notice no PA00088001 | 48° 34′ 09″ nord, 2° 02′ 02″ est    |       |
| Castel d'Orgeval                                                                   | Villemoisson-sur-Orge       | Essonne                 | Île-de-France              | inscrit    | « PA00088039 », notice no PA00088039 | 48° 39′ 31″ nord, 2° 20′ 18″ est    |       |
| Église Sainte-Cécile                                                               | Acquigny                    | Eure                    | Normandie                  | classé     | « PA00099291 », notice no PA00099291 | 49° 10′ 20″ nord, 1° 11′ 10″ est    |       |
| Manoir de Senneville                                                               | Amfreville-sous-les-Monts   | Eure                    | Normandie                  | classé     | « PA00099303 », notice no PA00099303 | 49° 17′ 38″ nord, 1° 16′ 49″ est    |       |
| Alignement des Bruyères                                                            | Les Baux-Sainte-Croix       | Eure                    | Normandie                  | classé     | « PA00099321 », notice no PA00099321 | 48° 57′ 00″ nord, 1° 06′ 13″ est    |       |
| Couvent des Ursulines d'Évreux                                                     | Évreux                      | Eure                    | Normandie                  | inscrit    | « PA00099402 », notice no PA00099402 | 49° 01′ 43″ nord, 1° 09′ 06″ est    |       |
| Abbaye de Grestain                                                                 | Fatouville-Grestain         | Eure                    | Normandie                  | inscrit    | « PA00099409 », notice no PA00099409 | 49° 25′ 34″ nord, 0° 19′ 55″ est    |       |
| Église Saint-Martin de Nonancourt                                                  | Nonancourt                  | Eure                    | Normandie                  | classé     | « PA00099502 », notice no PA00099502 | 48° 46′ 16″ nord, 1° 11′ 54″ est    |       |
| Immeuble                                                                           | Nonancourt                  | Eure                    | Normandie                  | inscrit    | « PA00099503 », notice no PA00099503 | 48° 46′ 17″ nord, 1° 11′ 53″ est    |       |
| Pont de Saint-Pierre-du-Vauvray                                                    | Saint-Pierre-du-Vauvray     | Eure                    | Normandie                  | inscrit    | « PA00099572 », notice no PA00099572 | 49° 13′ 50″ nord, 1° 13′ 37″ est    |       |
| Château de Bouthonvilliers                                                         | Dangeau                     | Eure-et-Loir            | Centre-Val de Loire        | inscrit    | « PA00097093 », notice no PA00097093 | 48° 12′ 24″ nord, 1° 17′ 00″ est    |       |
| Manoir du Châtelier                                                                | Frazé                       | Eure-et-Loir            | Centre-Val de Loire        | inscrit    | « PA00097114 », notice no PA00097114 | 48° 15′ 31″ nord, 1° 06′ 02″ est    |       |
| Château de Vérigny                                                                 | Mittainvilliers-Vérigny     | Eure-et-Loir            | Centre-Val de Loire        | inscrit    | « PA00097233 », notice no PA00097233 | 48° 31′ 06″ nord, 1° 19′ 08″ est    |       |
| Allée couverte de Kermaout                                                         | Bannalec                    | Finistère               | Bretagne                   | classé     | « PA00089826 », notice no PA00089826 | 47° 54′ 29″ nord, 3° 43′ 33″ ouest  |       |
| Château de Kermenguy                                                               | Cléder                      | Finistère               | Bretagne                   | inscrit    | « PA00089875 », notice no PA00089875 | 48° 37′ 49″ nord, 4° 08′ 11″ ouest  |       |
| Chapelle de Gicqueleau                                                             | Le Folgoët                  | Finistère               | Bretagne                   | inscrit    | « PA00089952 », notice no PA00089952 | 48° 34′ 55″ nord, 4° 22′ 12″ ouest  |       |
| Château de Joyeuse Garde                                                           | La Forest-Landerneau        | Finistère               | Bretagne                   | classé     | « PA00089961 », notice no PA00089961 | 48° 25′ 27″ nord, 4° 18′ 57″ ouest  |       |
| Château de Mesléan                                                                 | Gouesnou                    | Finistère               | Bretagne                   | inscrit    | « PA00089970 », notice no PA00089970 | 48° 26′ 17″ nord, 4° 27′ 23″ ouest  |       |
| Allée couverte de Loch-ar-Ronfl                                                    | Gouézec                     | Finistère               | Bretagne                   | classé     | « PA00089972 », notice no PA00089972 | 48° 11′ 53″ nord, 3° 58′ 21″ ouest  |       |
| Viaduc                                                                             | Morlaix                     | Finistère               | Bretagne                   | inscrit    | « PA00090137 », notice no PA00090137 | 48° 34′ 45″ nord, 3° 49′ 33″ ouest  |       |
| Chapelle Saint-Nicolas de Port-Manec'h                                             | Névez                       | Finistère               | Bretagne                   | inscrit    | « PA00090141 », notice no PA00090141 | 47° 48′ 19″ nord, 3° 44′ 34″ ouest  |       |
| Manoir du Cosquer (Plougasnou)                                                     | Plougasnou                  | Finistère               | Bretagne                   | inscrit    | « PA00090235 », notice no PA00090235 | 48° 40′ 56″ nord, 3° 50′ 39″ ouest  |       |
| Immeuble                                                                           | Roscoff                     | Finistère               | Bretagne                   | inscrit    | « PA00090405 », notice no PA00090405 | 48° 43′ 33″ nord, 3° 59′ 02″ ouest  |       |
| Menhir de Squividan                                                                | Treffiagat                  | Finistère               | Bretagne                   | classé     | « PA00090456 », notice no PA00090456 | 47° 47′ 45″ nord, 4° 14′ 43″ ouest  |       |
| Hôtel de Régis                                                                     | Nîmes                       | Gard                    | Occitanie                  | inscrit    | « PA00103099 », notice no PA00103099 | 43° 50′ 15″ nord, 4° 21′ 39″ est    |       |
| Maison de la Treille                                                               | Auch                        | Gers                    | Occitanie                  | inscrit    | « PA00094717 », notice no PA00094717 | 43° 39′ 01″ nord, 0° 35′ 21″ est    |       |
| Chapelle du Bouzonnet                                                              | Bouzon-Gellenave            | Gers                    | Occitanie                  | inscrit    | « PA00094750 », notice no PA00094750 | 43° 41′ 48″ nord, 0° 01′ 23″ est    |       |
| Halle de L'Isle-Jourdain                                                           | L'Isle-Jourdain             | Gers                    | Occitanie                  | inscrit    | « PA00094811 », notice no PA00094811 | 43° 36′ 47″ nord, 1° 04′ 56″ est    |       |
| Église Saint-Gilles de Mont-d'Astarac                                              | Mont-d'Astarac              | Gers                    | Occitanie                  | inscrit    | « PA00094870 », notice no PA00094870 | 43° 19′ 40″ nord, 0° 34′ 05″ est    |       |
| Château de Francs                                                                  | Bègles                      | Gironde                 | Nouvelle-Aquitaine         | inscrit    | « PA00083135 », notice no PA00083135 | 44° 48′ 28″ nord, 0° 32′ 05″ ouest  |       |
| Temple des Chartrons                                                               | Bordeaux                    | Gironde                 | Nouvelle-Aquitaine         | inscrit    | « PA00083478 », notice no PA00083478 | 44° 50′ 59″ nord, 0° 34′ 20″ ouest  |       |
| Hôtel Raba                                                                         | Bordeaux                    | Gironde                 | Nouvelle-Aquitaine         | classé     | « PA00083206 », notice no PA00083206 | 44° 50′ 08″ nord, 0° 34′ 09″ ouest  |       |
| Fontaine Amédée-Larrieu                                                            | Bordeaux                    | Gironde                 | Nouvelle-Aquitaine         | inscrit    | « PA00083180 », notice no PA00083180 | 44° 49′ 49″ nord, 0° 34′ 53″ ouest  |       |
| Galerie Bordelaise                                                                 | Bordeaux                    | Gironde                 | Nouvelle-Aquitaine         | inscrit    | « PA00083185 », notice no PA00083185 | 44° 50′ 30″ nord, 0° 34′ 26″ ouest  |       |
| Château Haussmann                                                                  | Cestas                      | Gironde                 | Nouvelle-Aquitaine         | inscrit    | « PA00083518 », notice no PA00083518 | 44° 44′ 37″ nord, 0° 39′ 38″ ouest  |       |
| Villas gallo-romaines de Plassac                                                   | Plassac                     | Gironde                 | Nouvelle-Aquitaine         | classé     | « PA00083664 », notice no PA00083664 | 45° 06′ 08″ nord, 0° 38′ 47″ ouest  |       |
| Cathédrale Notre-Dame-de-Guadeloupe                                                | Basse-Terre                 | Guadeloupe              | Guadeloupe                 | classé     | « PA00105849 », notice no PA00105849 | 15° 59′ 44″ nord, 61° 43′ 47″ ouest |       |
| Maison des artisans                                                                | Colmar                      | Haut-Rhin               | Grand Est                  | inscrit    | « PA00085374 », notice no PA00085374 | 48° 04′ 44″ nord, 7° 21′ 37″ est    |       |
| Maison aux raisins                                                                 | Colmar                      | Haut-Rhin               | Grand Est                  | inscrit    | « PA00085375 », notice no PA00085375 | 48° 04′ 18″ nord, 7° 21′ 23″ est    |       |
| Hôtel de ville                                                                     | Guebwiller                  | Haut-Rhin               | Grand Est                  | classé     | « PA00085442 », notice no PA00085442 | 47° 54′ 34″ nord, 7° 12′ 39″ est    |       |
| Immeuble                                                                           | Guebwiller                  | Haut-Rhin               | Grand Est                  | inscrit    | « PA00085446 », notice no PA00085446 | 47° 54′ 30″ nord, 7° 12′ 46″ est    |       |
| Immeuble                                                                           | Guebwiller                  | Haut-Rhin               | Grand Est                  | inscrit    | « PA00085447 », notice no PA00085447 | 47° 54′ 36″ nord, 7° 12′ 38″ est    |       |
| Maison des Trois Dames                                                             | Rouffach                    | Haut-Rhin               | Grand Est                  | inscrit    | « PA00085643 », notice no PA00085643 | 47° 57′ 27″ nord, 7° 18′ 03″ est    |       |
| Hôtel Nord-Sud                                                                     | Calvi                       | Haute-Corse             | Corse                      | inscrit    | « PA00099173 », notice no PA00099173 | 42° 34′ 09″ nord, 8° 45′ 26″ est    |       |
| Palais national                                                                    | Corte                       | Haute-Corse             | Corse                      | inscrit    | « PA00099195 », notice no PA00099195 | 42° 18′ 18″ nord, 9° 08′ 57″ est    |       |
| Chapelle San Pantaleone                                                            | Gavignano                   | Haute-Corse             | Corse                      | classé     | « PA00099200 », notice no PA00099200 | 42° 25′ 07″ nord, 9° 16′ 51″ est    |       |
| Musée Pascal-Paoli                                                                 | Morosaglia                  | Haute-Corse             | Corse                      | inscrit    | « PA00099215 », notice no PA00099215 | 42° 26′ 16″ nord, 9° 18′ 32″ est    |       |
| Église Saint-Jean-Baptiste                                                         | La Porta                    | Haute-Corse             | Corse                      | classé     | « PA00099234 », notice no PA00099234 | 42° 25′ 23″ nord, 9° 21′ 10″ est    |       |
| Église Notre-Dame de Noumerens                                                     | Auriac-sur-Vendinelle       | Haute-Garonne           | Occitanie                  | inscrit    | « PA00094264 », notice no PA00094264 | 43° 31′ 27″ nord, 1° 49′ 32″ est    |       |
| Église Saint-Pierre de Mayrègne                                                    | Mayrègne                    | Haute-Garonne           | Occitanie                  | inscrit    | « PA00094381 », notice no PA00094381 | 42° 50′ 31″ nord, 0° 32′ 25″ est    |       |
| Chapelle Sainte-Matrone de Mazères-sur-Salat                                       | Mazères-sur-Salat           | Haute-Garonne           | Occitanie                  | classé     | « PA00094382 », notice no PA00094382 | 43° 07′ 38″ nord, 0° 58′ 05″ est    |       |
| Hôtel de la Bourse                                                                 | Toulouse                    | Haute-Garonne           | Occitanie                  | inscrit    | « PA00094536 », notice no PA00094536 | 43° 36′ 05″ nord, 1° 26′ 31″ est    |       |
| Librairie Modern Style                                                             | Toulouse                    | Haute-Garonne           | Occitanie                  | inscrit    | « PA00094611 », notice no PA00094611 | 43° 36′ 13″ nord, 1° 26′ 33″ est    |       |
| Maison en terre cuite de Virebent                                                  | Toulouse                    | Haute-Garonne           | Occitanie                  | inscrit    | « PA00094613 », notice no PA00094613 | 43° 36′ 29″ nord, 1° 27′ 33″ est    |       |
| Maison en terre cuite de Virebent                                                  | Toulouse                    | Haute-Garonne           | Occitanie                  | inscrit    | « PA00094617 », notice no PA00094617 | 43° 36′ 24″ nord, 1° 27′ 29″ est    |       |
| Maison en terre cuite de Virebent                                                  | Toulouse                    | Haute-Garonne           | Occitanie                  | inscrit    | « PA00094621 », notice no PA00094621 | 43° 36′ 00″ nord, 1° 26′ 34″ est    |       |
| Musée Saint-Raymond                                                                | Toulouse                    | Haute-Garonne           | Occitanie                  | classé     | « PA00094508 », notice no PA00094508 | 43° 36′ 28″ nord, 1° 26′ 28″ est    |       |
| Maison en terre cuite de Virebent                                                  | Toulouse                    | Haute-Garonne           | Occitanie                  | inscrit    | « PA00094616 », notice no PA00094616 | 43° 36′ 31″ nord, 1° 27′ 33″ est    |       |
| Café Bibent                                                                        | Toulouse                    | Haute-Garonne           | Occitanie                  | inscrit    | « PA00094496 », notice no PA00094496 | 43° 36′ 14″ nord, 1° 26′ 36″ est    |       |
| Château d'Adiac                                                                    | Beaulieu                    | Haute-Loire             | Auvergne-Rhône-Alpes       | inscrit    | « PA00092596 », notice no PA00092596 | 45° 07′ 40″ nord, 3° 57′ 59″ est    |       |
| Ancienne église troglodytique Sainte-Croix                                         | Ceyssac                     | Haute-Loire             | Auvergne-Rhône-Alpes       | classé     | « PA00092632 », notice no PA00092632 | 45° 02′ 20″ nord, 3° 50′ 03″ est    |       |
| Pigeonnier de Chalindrey                                                           | Chalindrey                  | Haute-Marne             | Grand Est                  | inscrit    | « PA00078989 », notice no PA00078989 | 47° 48′ 11″ nord, 5° 25′ 38″ est    |       |
| Halles de Laferté-sur-Aube                                                         | Laferté-sur-Aube            | Haute-Marne             | Grand Est                  | inscrit    | « PA00079086 », notice no PA00079086 | 48° 05′ 54″ nord, 4° 47′ 03″ est    |       |
| Château de Percey-le-Pautel                                                        | Longeau-Percey              | Haute-Marne             | Grand Est                  | inscrit    | « PA00079136 », notice no PA00079136 | 47° 45′ 32″ nord, 5° 19′ 01″ est    |       |
| Château de Tremilly                                                                | Trémilly                    | Haute-Marne             | Grand Est                  | inscrit    | « PA00079164 », notice no PA00079164 | 48° 21′ 53″ nord, 4° 47′ 01″ est    |       |
| Mairie-lavoir de Bucey-lès-Gy                                                      | Bucey-lès-Gy                | Haute-Saône             | Bourgogne-Franche-Comté    | inscrit    | « PA00102127 », notice no PA00102127 | 47° 25′ 23″ nord, 5° 50′ 34″ est    |       |
| Hôtel de ville de Gy                                                               | Gy                          | Haute-Saône             | Bourgogne-Franche-Comté    | inscrit    | « PA00102192 », notice no PA00102192 | 47° 24′ 26″ nord, 5° 48′ 53″ est    |       |
| Croix de chemin de Renaucourt                                                      | Renaucourt                  | Haute-Saône             | Bourgogne-Franche-Comté    | classé     | « PA00102259 », notice no PA00102259 | 47° 38′ 19″ nord, 5° 46′ 31″ est    |       |
| Chapelle de Charly                                                                 | Andilly                     | Haute-Savoie            | Auvergne-Rhône-Alpes       | inscrit    | « PA00118341 », notice no PA00118341 | 46° 04′ 11″ nord, 6° 04′ 11″ est    |       |
| Château de Novel                                                                   | Annecy                      | Haute-Savoie            | Auvergne-Rhône-Alpes       | inscrit    | « PA00118357 », notice no PA00118357 | 45° 55′ 06″ nord, 6° 08′ 06″ est    |       |
| Pont Vieux                                                                         | Cluses                      | Haute-Savoie            | Auvergne-Rhône-Alpes       | inscrit    | « PA00118378 », notice no PA00118378 | 46° 03′ 23″ nord, 6° 34′ 46″ est    |       |
| Église Saint-Jean-Baptiste de La Roche-sur-Foron                                   | La Roche-sur-Foron          | Haute-Savoie            | Auvergne-Rhône-Alpes       | inscrit    | « PA00118426 », notice no PA00118426 | 46° 03′ 57″ nord, 6° 18′ 48″ est    |       |
| Chapelle des Plans                                                                 | Saint-Gervais-les-Bains     | Haute-Savoie            | Auvergne-Rhône-Alpes       | inscrit    | « PA00118433 », notice no PA00118433 | 45° 51′ 57″ nord, 6° 42′ 47″ est    |       |
| Église Saint-Étienne de Lageyrat                                                   | Châlus                      | Haute-Vienne            | Nouvelle-Aquitaine         | inscrit    | « PA00100270 », notice no PA00100270 | 45° 40′ 06″ nord, 0° 56′ 34″ est    |       |
| Château du Mas de l'Age                                                            | Couzeix                     | Haute-Vienne            | Nouvelle-Aquitaine         | inscrit    | « PA00100292 », notice no PA00100292 | 45° 51′ 30″ nord, 1° 14′ 45″ est    |       |
| Gare de Limoges-Bénédictins                                                        | Limoges                     | Haute-Vienne            | Nouvelle-Aquitaine         | inscrit    | « PA00100349 », notice no PA00100349 | 45° 50′ 10″ nord, 1° 16′ 03″ est    |       |
| Maison des Templiers                                                               | Limoges                     | Haute-Vienne            | Nouvelle-Aquitaine         | inscrit    | « PA00100372 », notice no PA00100372 | 45° 49′ 49″ nord, 1° 15′ 30″ est    |       |
| Pavillon du Verdurier                                                              | Limoges                     | Haute-Vienne            | Nouvelle-Aquitaine         | inscrit    | « PA00100376 », notice no PA00100376 | 45° 49′ 49″ nord, 1° 15′ 39″ est    |       |
| Hôtel de préfecture de la Haute-Vienne                                             | Limoges                     | Haute-Vienne            | Nouvelle-Aquitaine         | inscrit    | « PA00100378 », notice no PA00100378 | 45° 50′ 00″ nord, 1° 15′ 25″ est    |       |
| Hôtel de ville                                                                     | Limoges                     | Haute-Vienne            | Nouvelle-Aquitaine         | inscrit    | « PA00100361 », notice no PA00100361 | 45° 49′ 35″ nord, 1° 15′ 38″ est    |       |
| Château de Bagnac                                                                  | Saint-Bonnet-de-Bellac      | Haute-Vienne            | Nouvelle-Aquitaine         | inscrit    | « PA00100440 », notice no PA00100440 | 46° 09′ 08″ nord, 0° 58′ 10″ est    |       |
| Château de Pennevayre                                                              | Verneuil-sur-Vienne         | Haute-Vienne            | Nouvelle-Aquitaine         | inscrit    | « PA00100507 », notice no PA00100507 | 45° 50′ 52″ nord, 1° 07′ 39″ est    |       |
| Thermes de Saint-Sauveur                                                           | Luz-Saint-Sauveur           | Hautes-Pyrénées         | Occitanie                  | inscrit    | « PA00095394 », notice no PA00095394 | 42° 51′ 49″ nord, 0° 00′ 40″ ouest  |       |
| Jardin Massey                                                                      | Tarbes                      | Hautes-Pyrénées         | Occitanie                  | inscrit    | « PA00095432 », notice no PA00095432 | 43° 14′ 17″ nord, 0° 04′ 34″ est    |       |
| Haras national de Tarbes                                                           | Tarbes                      | Hautes-Pyrénées         | Occitanie                  | inscrit    | « PA00095428 », notice no PA00095428 | 43° 13′ 45″ nord, 0° 04′ 08″ est    |       |
| Maison de Richelieu                                                                | Bagneux                     | Hauts-de-Seine          | Île-de-France              | classé     | « PA00088068 », notice no PA00088068 | 48° 47′ 46″ nord, 2° 18′ 17″ est    |       |
| Atelier Lipchitz                                                                   | Boulogne-Billancourt        | Hauts-de-Seine          | Île-de-France              | inscrit    | « PA00088070 », notice no PA00088070 | 48° 50′ 46″ nord, 2° 14′ 41″ est    |       |
| Hôtel de ville                                                                     | Boulogne-Billancourt        | Hauts-de-Seine          | Île-de-France              | inscrit    | « PA00088077 », notice no PA00088077 | 48° 50′ 09″ nord, 2° 14′ 26″ est    |       |
| Atelier de Dora Gordine                                                            | Boulogne-Billancourt        | Hauts-de-Seine          | Île-de-France              | inscrit    | « PA00088069 », notice no PA00088069 | 48° 50′ 26″ nord, 2° 14′ 58″ est    |       |
| Maison Mietschaninoff                                                              | Boulogne-Billancourt        | Hauts-de-Seine          | Île-de-France              | inscrit    | « PA00088082 », notice no PA00088082 | 48° 50′ 46″ nord, 2° 14′ 42″ est    |       |
| Maison d'Alfred Lombard                                                            | Boulogne-Billancourt        | Hauts-de-Seine          | Île-de-France              | inscrit    | « PA00088080 », notice no PA00088080 | 48° 50′ 52″ nord, 2° 14′ 30″ est    |       |
| Maison Dujarric de la Rivière                                                      | Boulogne-Billancourt        | Hauts-de-Seine          | Île-de-France              | inscrit    | « PA00088083 », notice no PA00088083 | 48° 50′ 35″ nord, 2° 14′ 55″ est    |       |
| Cathédrale Sainte-Geneviève-et-Saint-Maurice                                       | Nanterre                    | Hauts-de-Seine          | Île-de-France              | classé     | « PA00088126 », notice no PA00088126 | 48° 53′ 27″ nord, 2° 11′ 46″ est    |       |
| Église Notre-Dame-de-la-Pitié                                                      | Puteaux                     | Hauts-de-Seine          | Île-de-France              | classé     | « PA00088134 », notice no PA00088134 | 48° 52′ 46″ nord, 2° 14′ 35″ est    |       |
| Maison Le Chalet Blanc                                                             | Sceaux                      | Hauts-de-Seine          | Île-de-France              | inscrit    | « PA00088148 », notice no PA00088148 | 48° 46′ 46″ nord, 2° 18′ 14″ est    |       |
| Villa Augier-Prouvost                                                              | Ville-d'Avray               | Hauts-de-Seine          | Île-de-France              | inscrit    | « PA00088164 », notice no PA00088164 | 48° 49′ 39″ nord, 2° 11′ 26″ est    |       |
| Château de Poussan-le-Haut                                                         | Béziers                     | Hérault                 | Occitanie                  | inscrit    | « PA00103376 », notice no PA00103376 | 43° 18′ 25″ nord, 3° 11′ 04″ est    |       |
| Théâtre municipal                                                                  | Béziers                     | Hérault                 | Occitanie                  | inscrit    | « PA00103393 », notice no PA00103393 | 43° 20′ 40″ nord, 3° 12′ 57″ est    |       |
| Abbaye Sainte-Marie de Fontcaude                                                   | Cazedarnes                  | Hérault                 | Occitanie                  | classé     | « PA00103418 », notice no PA00103418 | 43° 25′ 04″ nord, 3° 03′ 18″ est    |       |
| Hôtel Faulquier                                                                    | Montpellier                 | Hérault                 | Occitanie                  | inscrit    | « PA00103597 », notice no PA00103597 | 43° 36′ 30″ nord, 3° 52′ 50″ est    |       |
| Église Saint-Martin de Sauteyrargues                                               | Sauteyrargues               | Hérault                 | Occitanie                  | inscrit    | « PA00103721 », notice no PA00103721 | 43° 50′ 18″ nord, 3° 55′ 08″ est    |       |
| Manoir de Saint-Armel                                                              | Bruz                        | Ille-et-Vilaine         | Bretagne                   | inscrit    | « PA00090513 », notice no PA00090513 | 48° 00′ 55″ nord, 1° 44′ 40″ ouest  |       |
| Chapelle du château de Fontenay                                                    | Chartres-de-Bretagne        | Ille-et-Vilaine         | Bretagne                   | inscrit    | « PA00090523 », notice no PA00090523 | 48° 02′ 47″ nord, 1° 41′ 48″ ouest  |       |
| Chapelle Saint-Job                                                                 | Louvigné-de-Bais            | Ille-et-Vilaine         | Bretagne                   | inscrit    | « PA00090619 », notice no PA00090619 | 48° 02′ 58″ nord, 1° 19′ 54″ ouest  |       |
| Opéra de Rennes, théâtre et immeubles dits Galeries du Théâtre                     | Rennes                      | Ille-et-Vilaine         | Bretagne                   | inscrit    | « PA00090754 », notice no PA00090754 | 48° 06′ 40″ nord, 1° 40′ 43″ ouest  |       |
| Île Agot                                                                           | Saint-Briac-sur-Mer         | Ille-et-Vilaine         | Bretagne                   | inscrit    | « PA00090767 », notice no PA00090767 | 48° 38′ 20″ nord, 2° 09′ 35″ ouest  |       |
| Château de la Motte                                                                | Saint-Brice-en-Coglès       | Ille-et-Vilaine         | Bretagne                   | inscrit    | « PA00090769 », notice no PA00090769 | 48° 24′ 29″ nord, 1° 20′ 56″ ouest  |       |
| Sépulture mégalithique des Pierres Chevêches                                       | Saint-Just                  | Ille-et-Vilaine         | Bretagne                   | classé     | « PA00090792 », notice no PA00090792 | 47° 45′ 57″ nord, 1° 59′ 31″ ouest  |       |
| Tumulus du Château Bû                                                              | Saint-Just                  | Ille-et-Vilaine         | Bretagne                   | classé     | « PA00090793 », notice no PA00090793 | 47° 45′ 54″ nord, 1° 59′ 06″ ouest  |       |
| Sépulture mégalithique de Tréal                                                    | Saint-Just                  | Ille-et-Vilaine         | Bretagne                   | classé     | « PA00090791 », notice no PA00090791 | 47° 46′ 32″ nord, 2° 00′ 06″ ouest  |       |
| Gare                                                                               | Vitré                       | Ille-et-Vilaine         | Bretagne                   | inscrit    | « PA00090900 », notice no PA00090900 | 48° 07′ 21″ nord, 1° 12′ 42″ ouest  |       |
| Hôtel de Condé                                                                     | Châteauroux                 | Indre                   | Centre-Val de Loire        | inscrit    | « PA00097297 », notice no PA00097297 | 46° 48′ 41″ nord, 1° 41′ 26″ est    |       |
| Vestiges archéologiques                                                            | Saint-Marcel                | Indre                   | Centre-Val de Loire        | classé     | « PA00097459 », notice no PA00097459 | 46° 36′ 01″ nord, 1° 30′ 54″ est    |       |
| Église de Sainte-Cécile                                                            | Val-Fouzon (Sainte-Cécile)  | Indre                   | Centre-Val de Loire        | inscrit    | « PA00097448 », notice no PA00097448 | 47° 11′ 15″ nord, 1° 40′ 14″ est    |       |
| Manoir de la Barrée                                                                | Channay-sur-Lathan          | Indre-et-Loire          | Centre-Val de Loire        | inscrit    | « PA00097633 », notice no PA00097633 | 47° 29′ 19″ nord, 0° 16′ 55″ est    |       |
| Moulin à vent des Pelouses                                                         | Chouzé-sur-Loire            | Indre-et-Loire          | Centre-Val de Loire        | inscrit    | « PA00097693 », notice no PA00097693 | 47° 14′ 16″ nord, 0° 07′ 10″ est    |       |
| Château de Champchevrier                                                           | Cléré-les-Pins              | Indre-et-Loire          | Centre-Val de Loire        | classé     | « PA00097708 », notice no PA00097708 | 47° 26′ 39″ nord, 0° 23′ 24″ est    |       |
| Hôpital                                                                            | Loches                      | Indre-et-Loire          | Centre-Val de Loire        | inscrit    | « PA00097826 », notice no PA00097826 | 47° 07′ 44″ nord, 1° 00′ 07″ est    |       |
| Château de la Bussière                                                             | Loches                      | Indre-et-Loire          | Centre-Val de Loire        | inscrit    | « PA00097822 », notice no PA00097822 | 47° 07′ 09″ nord, 0° 56′ 28″ est    |       |
| Ferme abbatiale du Louroux                                                         | Le Louroux                  | Indre-et-Loire          | Centre-Val de Loire        | inscrit    | « PA00097844 », notice no PA00097844 | 47° 09′ 40″ nord, 0° 47′ 16″ est    |       |
| Manoir de Ray                                                                      | Le Petit-Pressigny          | Indre-et-Loire          | Centre-Val de Loire        | inscrit    | « PA00097913 », notice no PA00097913 | 46° 55′ 12″ nord, 0° 54′ 12″ est    |       |
| Château de Louy                                                                    | Restigné                    | Indre-et-Loire          | Centre-Val de Loire        | inscrit    | « PA00097935 », notice no PA00097935 | 47° 16′ 49″ nord, 0° 15′ 20″ est    |       |
| Manoir du Port-Guyet                                                               | Saint-Nicolas-de-Bourgueil  | Indre-et-Loire          | Centre-Val de Loire        | inscrit    | « PA00098091 », notice no PA00098091 | 47° 16′ 50″ nord, 0° 07′ 14″ est    |       |
| Hôtel de ville                                                                     | Tours                       | Indre-et-Loire          | Centre-Val de Loire        | inscrit    | « PA00098190 », notice no PA00098190 | 47° 23′ 26″ nord, 0° 41′ 22″ est    |       |
| Château de Verneuil-sur-Indre                                                      | Verneuil-sur-Indre          | Indre-et-Loire          | Centre-Val de Loire        | inscrit    | « PA00098279 », notice no PA00098279 | 47° 03′ 19″ nord, 1° 02′ 23″ est    |       |
| Château du Cingle                                                                  | Vernas                      | Isère                   | Auvergne-Rhône-Alpes       | inscrit    | « PA00117311 », notice no PA00117311 | 45° 46′ 32″ nord, 5° 16′ 46″ est    |       |
| Caserne Bernard                                                                    | Dole                        | Jura                    | Bourgogne-Franche-Comté    | classé     | « PA00101841 », notice no PA00101841 | 47° 05′ 23″ nord, 5° 29′ 21″ est    |       |
| Maison Jorrot                                                                      | Dole                        | Jura                    | Bourgogne-Franche-Comté    | inscrit    | « PA00101863 », notice no PA00101863 | 47° 05′ 44″ nord, 5° 29′ 35″ est    |       |
| Château de Marigna                                                                 | Marigna-sur-Valouse         | Jura                    | Bourgogne-Franche-Comté    | inscrit    | « PA00101948 », notice no PA00101948 | 46° 27′ 09″ nord, 5° 31′ 47″ est    |       |
| Halle aux grains d'Aire-sur-l'Adour                                                | Aire-sur-l'Adour            | Landes                  | Nouvelle-Aquitaine         | inscrit    | « PA00083919 », notice no PA00083919 | 43° 42′ 01″ nord, 0° 15′ 52″ ouest  |       |
| Église Notre-Dame                                                                  | Audignon                    | Landes                  | Nouvelle-Aquitaine         | classé     | « PA00083924 », notice no PA00083924 | 43° 43′ 20″ nord, 0° 36′ 18″ ouest  |       |
| Église de la Madeleine                                                             | Mont-de-Marsan              | Landes                  | Nouvelle-Aquitaine         | inscrit    | « PA00083976 », notice no PA00083976 | 43° 53′ 35″ nord, 0° 30′ 02″ ouest  |       |
| Préfecture des Landes                                                              | Mont-de-Marsan              | Landes                  | Nouvelle-Aquitaine         | inscrit    | « PA00083978 », notice no PA00083978 | 43° 53′ 36″ nord, 0° 29′ 59″ ouest  |       |
| Nécropole préhistorique de la Grande-Mesle                                         | Averdon                     | Loir-et-Cher            | Centre-Val de Loire        | classé     | « PA00098330 », notice no PA00098330 | 47° 39′ 44″ nord, 1° 17′ 42″ est    |       |
| Château de Cerqueux                                                                | Josnes                      | Loir-et-Cher            | Centre-Val de Loire        | inscrit    | « PA00098455 », notice no PA00098455 | 47° 46′ 38″ nord, 1° 32′ 44″ est    |       |
| Château des Bruneaux                                                               | Firminy                     | Loire                   | Auvergne-Rhône-Alpes       | inscrit    | « PA00117487 », notice no PA00117487 | 45° 22′ 49″ nord, 4° 16′ 57″ est    |       |
| Hôtel-Dieu de Saint-Chamond                                                        | Saint-Chamond               | Loire                   | Auvergne-Rhône-Alpes       | inscrit    | « PA00117591 », notice no PA00117591 | 45° 28′ 43″ nord, 4° 30′ 58″ est    |       |
| Château de Contenson                                                               | Saint-Just-en-Chevalet      | Loire                   | Auvergne-Rhône-Alpes       | inscrit    | « PA00117635 », notice no PA00117635 | 45° 53′ 56″ nord, 3° 50′ 59″ est    |       |
| Chapelle des Templiers                                                             | Clisson                     | Loire-Atlantique        | Pays de la Loire           | classé     | « PA00108587 », notice no PA00108587 | 47° 04′ 49″ nord, 1° 16′ 32″ ouest  |       |
| Hôtel Garreau                                                                      | Nantes                      | Loire-Atlantique        | Pays de la Loire           | inscrit    | « PA00108664 », notice no PA00108664 | 47° 12′ 38″ nord, 1° 34′ 09″ ouest  |       |
| Musée d'Arts                                                                       | Nantes                      | Loire-Atlantique        | Pays de la Loire           | inscrit    | « PA00108755 », notice no PA00108755 | 47° 13′ 10″ nord, 1° 32′ 50″ ouest  |       |
| Église Notre-Dame-de-Bon-Port                                                      | Nantes                      | Loire-Atlantique        | Pays de la Loire           | inscrit    | « PA00108660 », notice no PA00108660 | 47° 12′ 37″ nord, 1° 34′ 08″ ouest  |       |
| Château du Plessis                                                                 | Pont-Saint-Martin           | Loire-Atlantique        | Pays de la Loire           | inscrit    | « PA00108770 », notice no PA00108770 | 47° 07′ 05″ nord, 1° 34′ 30″ ouest  |       |
| Temple                                                                             | Orléans                     | Loiret                  | Centre-Val de Loire        | inscrit    | « PA00098977 », notice no PA00098977 | 47° 54′ 01″ nord, 1° 54′ 32″ est    |       |
| Prieuré de Saint-Gondon                                                            | Saint-Gondon                | Loiret                  | Centre-Val de Loire        | inscrit    | « PA00099009 », notice no PA00099009 | 47° 42′ 02″ nord, 2° 32′ 33″ est    |       |
| Hôtel de ville                                                                     | Cahors                      | Lot                     | Occitanie                  | inscrit    | « PA00095003 », notice no PA00095003 | 44° 26′ 48″ nord, 1° 26′ 28″ est    |       |
| Église Saint-Christophe de Montvalent                                              | Montvalent                  | Lot                     | Occitanie                  | inscrit    | « PA00095179 », notice no PA00095179 | 44° 52′ 51″ nord, 1° 37′ 02″ est    |       |
| Château de Saint-Thamar                                                            | Terrou                      | Lot                     | Occitanie                  | inscrit    | « PA00095268 », notice no PA00095268 | 44° 47′ 20″ nord, 1° 58′ 47″ est    |       |
| Forge du Moulinet                                                                  | Saint-Front-sur-Lémance     | Lot-et-Garonne          | Nouvelle-Aquitaine         | inscrit    | « PA00084229 », notice no PA00084229 | 44° 34′ 43″ nord, 0° 59′ 31″ est    |       |
| Château du Roure                                                                   | Prévenchères                | Lozère                  | Occitanie                  | classé     | « PA00103899 », notice no PA00103899 | 44° 29′ 44″ nord, 3° 56′ 48″ est    |       |
| Château de la Baume                                                                | Prinsuéjols                 | Lozère                  | Occitanie                  | classé     | « PA00103904 », notice no PA00103904 | 44° 38′ 58″ nord, 3° 11′ 37″ est    |       |
| Hôtel Tessier de La Motte                                                          | Angers                      | Maine-et-Loire          | Pays de la Loire           | inscrit    | « PA00108895 », notice no PA00108895 | 47° 28′ 18″ nord, 0° 32′ 51″ ouest  |       |
| Palais de justice d'Angers                                                         | Angers                      | Maine-et-Loire          | Pays de la Loire           | inscrit    | « PA00108939 », notice no PA00108939 | 47° 28′ 15″ nord, 0° 32′ 37″ ouest  |       |
| Moulin Neuf                                                                        | Angrie                      | Maine-et-Loire          | Pays de la Loire           | inscrit    | « PA00108945 », notice no PA00108945 | 47° 33′ 42″ nord, 1° 00′ 20″ ouest  |       |
| Moulin à vent de La Landronnière                                                   | Bécon-les-Granits           | Maine-et-Loire          | Pays de la Loire           | inscrit    | « PA00108971 », notice no PA00108971 | 47° 31′ 24″ nord, 0° 48′ 12″ ouest  |       |
| Moulin des Landes                                                                  | Bégrolles-en-Mauges         | Maine-et-Loire          | Pays de la Loire           | inscrit    | « PA00108972 », notice no PA00108972 | 47° 07′ 47″ nord, 0° 56′ 21″ ouest  |       |
| Église Saint-Aubin                                                                 | Loire-Authion               | Maine-et-Loire          | Pays de la Loire           | inscrit    | « PA00108978 », notice no PA00108978 | 47° 25′ 15″ nord, 0° 23′ 28″ ouest  |       |
| Manoir de Louzil                                                                   | Bouchemaine                 | Maine-et-Loire          | Pays de la Loire           | inscrit    | « PA00108981 », notice no PA00108981 | 47° 25′ 06″ nord, 0° 37′ 58″ ouest  |       |
| Château de Narcé                                                                   | Loire-Authion               | Maine-et-Loire          | Pays de la Loire           | inscrit    | « PA00108984 », notice no PA00108984 | 47° 26′ 36″ nord, 0° 25′ 44″ ouest  |       |
| Moulin de la Saulaie                                                               | Candé                       | Maine-et-Loire          | Pays de la Loire           | inscrit    | « PA00109002 », notice no PA00109002 | 47° 33′ 18″ nord, 1° 02′ 51″ ouest  |       |
| Moulin à vent du Rat                                                               | Challain-la-Potherie        | Maine-et-Loire          | Pays de la Loire           | inscrit    | « PA00109009 », notice no PA00109009 | 47° 37′ 18″ nord, 1° 04′ 42″ ouest  |       |
| Moulin pendu                                                                       | Orée d'Anjou                | Maine-et-Loire          | Pays de la Loire           | classé     | « PA00109020 », notice no PA00109020 | 47° 20′ 22″ nord, 1° 16′ 26″ ouest  |       |
| Château de la Lorie                                                                | Segré-en-Anjou Bleu         | Maine-et-Loire          | Pays de la Loire           | inscrit    | « PA00109025 », notice no PA00109025 | 47° 40′ 43″ nord, 0° 50′ 55″ ouest  |       |
| Moulin à vent des Bleuces                                                          | Doué-en-Anjou               | Maine-et-Loire          | Pays de la Loire           | inscrit    | « PA00109060 », notice no PA00109060 | 47° 10′ 33″ nord, 0° 19′ 47″ ouest  |       |
| Moulin à vent de la Noue-Ronde                                                     | Coron                       | Maine-et-Loire          | Pays de la Loire           | inscrit    | « PA00109063 », notice no PA00109063 | 47° 07′ 51″ nord, 0° 37′ 13″ ouest  |       |
| Église Saint-Pierre                                                                | Brissac Loire Aubance       | Maine-et-Loire          | Pays de la Loire           | inscrit    | « PA00109069 », notice no PA00109069 | 47° 21′ 45″ nord, 0° 21′ 18″ ouest  |       |
| Ensemble mégalithique du Bois de la Chênaie                                        | Distré                      | Maine-et-Loire          | Pays de la Loire           | inscrit    | « PA00109086 », notice no PA00109086 | 47° 14′ 00″ nord, 0° 07′ 40″ ouest  |       |
| Logis de Bellebranche                                                              | Écouflant                   | Maine-et-Loire          | Pays de la Loire           | inscrit    | « PA00109097 », notice no PA00109097 | 47° 31′ 43″ nord, 0° 31′ 45″ ouest  |       |
| Maison                                                                             | Fontevraud-l'Abbaye         | Maine-et-Loire          | Pays de la Loire           | inscrit    | « PA00109113 », notice no PA00109113 | 47° 10′ 55″ nord, 0° 03′ 00″ est    |       |
| Château de Huillé                                                                  | Huillé-Lézigné              | Maine-et-Loire          | Pays de la Loire           | inscrit    | « PA00109134 », notice no PA00109134 | 47° 38′ 50″ nord, 0° 18′ 16″ ouest  |       |
| Pierre au Sel                                                                      | Maulévrier                  | Maine-et-Loire          | Pays de la Loire           | classé     | « PA00109177 », notice no PA00109177 | 47° 01′ 22″ nord, 0° 49′ 09″ ouest  |       |
| Moulin de Bourgdion                                                                | Brissac Loire Aubance       | Maine-et-Loire          | Pays de la Loire           | inscrit    | « PA00109292 », notice no PA00109292 | 47° 23′ 12″ nord, 0° 20′ 19″ ouest  |       |
| Vestiges archéologiques gallo-romains                                              | Sainte-Gemmes-sur-Loire     | Maine-et-Loire          | Pays de la Loire           | classé     | « PA00109262 », notice no PA00109262 | 47° 26′ 03″ nord, 0° 35′ 21″ ouest  |       |
| Hôtel Jamet                                                                        | Saumur                      | Maine-et-Loire          | Pays de la Loire           | classé     | « PA00109328 », notice no PA00109328 | 47° 15′ 29″ nord, 0° 04′ 16″ ouest  |       |
| Moulin à vent de Plussin                                                           | Savennières                 | Maine-et-Loire          | Pays de la Loire           | inscrit    | « PA00109351 », notice no PA00109351 | 47° 23′ 48″ nord, 0° 40′ 13″ ouest  |       |
| Moulin à vent du Fresne                                                            | Savennières                 | Maine-et-Loire          | Pays de la Loire           | inscrit    | « PA00109350 », notice no PA00109350 | 47° 22′ 43″ nord, 0° 39′ 50″ ouest  |       |
| Doigt de César                                                                     | Rives-du-Loir-en-Anjou      | Maine-et-Loire          | Pays de la Loire           | classé     | « PA00109363 », notice no PA00109363 | 47° 33′ 52″ nord, 0° 25′ 06″ ouest  |       |
| Pavillon de la Vignole                                                             | Turquant                    | Maine-et-Loire          | Pays de la Loire           | inscrit    | « PA00109390 », notice no PA00109390 | 47° 13′ 16″ nord, 0° 02′ 19″ est    |       |
| Moulin à vent du Gué-Robert                                                        | Chemillé-en-Anjou           | Maine-et-Loire          | Pays de la Loire           | inscrit    | « PA00109395 », notice no PA00109395 | 47° 12′ 55″ nord, 0° 34′ 48″ ouest  |       |
| Prieuré de Vernoil-le-Fourrier                                                     | Vernoil-le-Fourrier         | Maine-et-Loire          | Pays de la Loire           | inscrit    | « PA00109402 », notice no PA00109402 | 47° 23′ 11″ nord, 0° 04′ 44″ est    |       |
| Maison d'Anneville                                                                 | Anneville-en-Saire          | Manche                  | Normandie                  | inscrit    | « PA00110320 », notice no PA00110320 | 49° 38′ 01″ nord, 1° 17′ 19″ ouest  |       |
| Château de Saint-Quentin-d'Elle                                                    | Bérigny                     | Manche                  | Normandie                  | inscrit    | « PA00110335 », notice no PA00110335 | 49° 09′ 17″ nord, 0° 56′ 50″ ouest  |       |
| Château de Plain-Marais                                                            | Beuzeville-la-Bastille      | Manche                  | Normandie                  | inscrit    | « PA00110338 », notice no PA00110338 | 49° 21′ 10″ nord, 1° 22′ 21″ ouest  |       |
| Colombier du manoir du Val                                                         | Brix                        | Manche                  | Normandie                  | inscrit    | « PA00110348 », notice no PA00110348 | 49° 32′ 44″ nord, 1° 36′ 01″ ouest  |       |
| Château                                                                            | Carneville                  | Manche                  | Normandie                  | classé     | « PA00110357 », notice no PA00110357 | 49° 39′ 38″ nord, 1° 26′ 40″ ouest  |       |
| Château                                                                            | Chanteloup                  | Manche                  | Normandie                  | classé     | « PA00110361 », notice no PA00110361 | 48° 53′ 36″ nord, 1° 29′ 07″ ouest  |       |
| Vieux pont sur la Sélune et poste de guet                                          | Poilley,Ducey               | Manche                  | Normandie                  | inscrit    | « PA00110394 », notice no PA00110394 | 48° 37′ 09″ nord, 1° 17′ 45″ ouest  |       |
| Presbytère                                                                         | Étienville                  | Manche                  | Normandie                  | inscrit    | « PA00110398 », notice no PA00110398 | 49° 22′ 35″ nord, 1° 26′ 04″ ouest  |       |
| Église Saint-Georges                                                               | Étienville                  | Manche                  | Normandie                  | inscrit    | « PA00110397 », notice no PA00110397 | 49° 22′ 34″ nord, 1° 26′ 04″ ouest  |       |
| Château de la Cour                                                                 | Étienville                  | Manche                  | Normandie                  | inscrit    | « PA00110396 », notice no PA00110396 | 49° 22′ 29″ nord, 1° 26′ 04″ ouest  |       |
| Chapelle des Marins                                                                | Gatteville-le-Phare         | Manche                  | Normandie                  | inscrit    | « PA00110405 », notice no PA00110405 | 49° 41′ 12″ nord, 1° 16′ 55″ ouest  |       |
| Église Saint-Pierre : clocher                                                      | Gatteville-le-Phare         | Manche                  | Normandie                  | classé     | « PA00110406 », notice no PA00110406 | 49° 41′ 10″ nord, 1° 16′ 58″ ouest  |       |
| Église                                                                             | Gouberville                 | Manche                  | Normandie                  | inscrit    | « PA00110413 », notice no PA00110413 | 49° 41′ 10″ nord, 1° 19′ 21″ ouest  |       |
| Manoir des Tourelles                                                               | Grosville                   | Manche                  | Normandie                  | inscrit    | « PA00110425 », notice no PA00110425 | 49° 30′ 36″ nord, 1° 44′ 29″ ouest  |       |
| Manoir des Marais                                                                  | Hyenville                   | Manche                  | Normandie                  | inscrit    | « PA00110433 », notice no PA00110433 | 48° 59′ 07″ nord, 1° 29′ 21″ ouest  |       |
| Clocher de l'église Saint-Martin des Biards                                        | Isigny-le-Buat              | Manche                  | Normandie                  | inscrit    | « PA00110434 », notice no PA00110434 | 48° 35′ 01″ nord, 1° 11′ 09″ ouest  |       |
| Pigeonnier du château                                                              | Longueville                 | Manche                  | Normandie                  | inscrit    | « PA00110441 », notice no PA00110441 | 48° 51′ 50″ nord, 1° 32′ 00″ ouest  |       |
| Église Saint-Georges                                                               | Montchaton                  | Manche                  | Normandie                  | inscrit    | « PA00110458 », notice no PA00110458 | 49° 00′ 49″ nord, 1° 30′ 10″ ouest  |       |
| Moulin                                                                             | Négreville                  | Manche                  | Normandie                  | inscrit    | « PA00110524 », notice no PA00110524 | 49° 29′ 35″ nord, 1° 32′ 59″ ouest  |       |
| Manoir de Herclat                                                                  | Néville-sur-Mer             | Manche                  | Normandie                  | inscrit    | « PA00110526 », notice no PA00110526 | 49° 41′ 00″ nord, 1° 20′ 20″ ouest  |       |
| Église                                                                             | Néville-sur-Mer             | Manche                  | Normandie                  | inscrit    | « PA00110525 », notice no PA00110525 | 49° 41′ 32″ nord, 1° 20′ 20″ ouest  |       |
| Manoir d'Ourville                                                                  | La Pernelle                 | Manche                  | Normandie                  | inscrit    | « PA00110535 », notice no PA00110535 | 49° 36′ 51″ nord, 1° 19′ 21″ ouest  |       |
| Clocher de l'église Sainte-Pétronille                                              | La Pernelle                 | Manche                  | Normandie                  | inscrit    | « PA00110534 », notice no PA00110534 | 49° 37′ 09″ nord, 1° 17′ 55″ ouest  |       |
| Ancien poste de garde, actuelle mairie                                             | La Pernelle                 | Manche                  | Normandie                  | inscrit    | « PA00110536 », notice no PA00110536 | 49° 37′ 08″ nord, 1° 17′ 53″ ouest  |       |
| Vieux pont sur la Sélune et poste de guet                                          | Poilley,Ducey               | Manche                  | Normandie                  | inscrit    | « PA00110542 », notice no PA00110542 | 48° 37′ 09″ nord, 1° 17′ 45″ ouest  |       |
| Manoir de Crux                                                                     | Regnéville-sur-Mer          | Manche                  | Normandie                  | inscrit    | « PA00110557 », notice no PA00110557 | 49° 01′ 37″ nord, 1° 32′ 08″ ouest  |       |
| Château de la Brisette                                                             | Saint-Germain-de-Tournebut  | Manche                  | Normandie                  | inscrit    | « PA00110568 », notice no PA00110568 | 49° 32′ 18″ nord, 1° 24′ 34″ ouest  |       |
| Château du Pont-Roger                                                              | Saint-Jean-des-Champs       | Manche                  | Normandie                  | inscrit    | « PA00110579 », notice no PA00110579 | 48° 49′ 14″ nord, 1° 28′ 24″ ouest  |       |
| Château de la Vaucelle                                                             | Saint-Lô                    | Manche                  | Normandie                  | inscrit    | « PA00110581 », notice no PA00110581 | 49° 06′ 41″ nord, 1° 06′ 27″ ouest  |       |
| Église                                                                             | Saint-Sauveur-Lendelin      | Manche                  | Normandie                  | inscrit    | « PA00110600 », notice no PA00110600 | 49° 07′ 51″ nord, 1° 24′ 41″ ouest  |       |
| Manoir du Grand Taute                                                              | Saint-Sauveur-Lendelin      | Manche                  | Normandie                  | inscrit    | « PA00110601 », notice no PA00110601 | 49° 07′ 00″ nord, 1° 22′ 31″ ouest  |       |
| Église Saint-Martin et le calvaire                                                 | Servon                      | Manche                  | Normandie                  | inscrit    | « PA00110612 », notice no PA00110612 | 48° 36′ 04″ nord, 1° 25′ 09″ ouest  |       |
| Manoir de Métot                                                                    | Tréauville                  | Manche                  | Normandie                  | inscrit    | « PA00110622 », notice no PA00110622 | 49° 32′ 47″ nord, 1° 51′ 27″ ouest  |       |
| Maison du Grand Quartier                                                           | Valognes                    | Manche                  | Normandie                  | inscrit    | « PA00110632 », notice no PA00110632 | 49° 30′ 22″ nord, 1° 28′ 14″ ouest  |       |
| Chapelle du prieuré Saint-Hermel                                                   | La Hague                    | Manche                  | Normandie                  | inscrit    | « PA00110637 », notice no PA00110637 | 49° 38′ 34″ nord, 1° 50′ 46″ ouest  |       |
| Cour du Foyer                                                                      | Villedieu-les-Poêles        | Manche                  | Normandie                  | inscrit    | « PA00110643 », notice no PA00110643 | 48° 50′ 26″ nord, 1° 13′ 18″ ouest  |       |
| Collégiale Notre-Dame-en-Vaux                                                      | Châlons-en-Champagne        | Marne                   | Grand Est                  | classé     | « PA00078618 », notice no PA00078618 | 48° 57′ 28″ nord, 4° 21′ 50″ est    |       |
| Maison                                                                             | Châlons-en-Champagne        | Marne                   | Grand Est                  | inscrit    | « PA00078630 », notice no PA00078630 | 48° 56′ 57″ nord, 4° 21′ 49″ est    |       |
| Moulin à vent de Châlons-en-Champagne                                              | Châlons-en-Champagne        | Marne                   | Grand Est                  | inscrit    | « PA00078649 », notice no PA00078649 | 48° 56′ 47″ nord, 4° 20′ 42″ est    |       |
| Maisons canoniales                                                                 | Châlons-en-Champagne        | Marne                   | Grand Est                  | classé     | « PA00078645 », notice no PA00078645 | 48° 57′ 29″ nord, 4° 21′ 49″ est    |       |
| Manoir de Montviant                                                                | Château-Gontier             | Mayenne                 | Pays de la Loire           | inscrit    | « PA00109468 », notice no PA00109468 | 47° 50′ 19″ nord, 0° 43′ 43″ ouest  |       |
| Église Saint-Vénérand                                                              | Laval                       | Mayenne                 | Pays de la Loire           | classé     | « PA00109531 », notice no PA00109531 | 48° 04′ 07″ nord, 0° 45′ 59″ ouest  |       |
| Manoir de Ravigny                                                                  | Ravigny                     | Mayenne                 | Pays de la Loire           | inscrit    | « PA00109579 », notice no PA00109579 | 48° 26′ 39″ nord, 0° 03′ 52″ ouest  |       |
| Immeuble                                                                           | Nancy                       | Meurthe-et-Moselle      | Grand Est                  | inscrit    | « PA00106128 », notice no PA00106128 | 48° 41′ 45″ nord, 6° 09′ 54″ est    |       |
| Immeuble                                                                           | Nancy                       | Meurthe-et-Moselle      | Grand Est                  | inscrit    | « PA00106230 », notice no PA00106230 | 48° 41′ 48″ nord, 6° 10′ 33″ est    |       |
| Immeuble Georges Biet                                                              | Nancy                       | Meurthe-et-Moselle      | Grand Est                  | inscrit    | « PA00106187 », notice no PA00106187 | 48° 41′ 12″ nord, 6° 10′ 17″ est    |       |
| Butte de Montsec                                                                   | Montsec                     | Meuse                   | Grand Est                  | classé     | « PA00106591 », notice no PA00106591 | 48° 53′ 22″ nord, 5° 42′ 46″ est    |       |
| Château de Neuville-en-Verdunois                                                   | Neuville-en-Verdunois       | Meuse                   | Grand Est                  | inscrit    | « PA00106600 », notice no PA00106600 | 48° 56′ 37″ nord, 5° 17′ 47″ est    |       |
| Pont sur la Saulx                                                                  | Rupt-aux-Nonains            | Meuse                   | Grand Est                  | classé     | « PA00106611 », notice no PA00106611 | 48° 40′ 08″ nord, 5° 06′ 45″ est    |       |
| Abbaye Saint-Michel de Saint-Mihiel                                                | Saint-Mihiel                | Meuse                   | Grand Est                  | inscrit    | « PA00106613 », notice no PA00106613 | 48° 53′ 21″ nord, 5° 32′ 29″ est    |       |
| Chapelle de Locmaria                                                               | La Chapelle-Neuve           | Morbihan                | Bretagne                   | inscrit    | « PA00091152 », notice no PA00091152 | 47° 50′ 57″ nord, 2° 57′ 22″ ouest  |       |
| Chapelle Sainte-Croix                                                              | Josselin                    | Morbihan                | Bretagne                   | inscrit    | « PA00091313 », notice no PA00091313 | 47° 57′ 05″ nord, 2° 33′ 06″ ouest  |       |
| Camp des Rouëts                                                                    | Mohon                       | Morbihan                | Bretagne                   | inscrit    | « PA00091447 », notice no PA00091447 | 48° 02′ 27″ nord, 2° 30′ 54″ ouest  |       |
| Chapelle de Locmaria                                                               | Plouay                      | Morbihan                | Bretagne                   | inscrit    | « PA00091512 », notice no PA00091512 | 47° 53′ 21″ nord, 3° 23′ 46″ ouest  |       |
| Chapelle Saint-Yves                                                                | Priziac                     | Morbihan                | Bretagne                   | inscrit    | « PA00091591 », notice no PA00091591 | 48° 04′ 16″ nord, 3° 27′ 02″ ouest  |       |
| Château de Brignac                                                                 | Saint-Guyomard              | Morbihan                | Bretagne                   | classé     | « PA00091682 », notice no PA00091682 | 47° 47′ 38″ nord, 2° 31′ 35″ ouest  |       |
| Basilique Sainte-Anne d'Auray                                                      | Sainte-Anne-d'Auray         | Morbihan                | Bretagne                   | inscrit    | « PA00091658 », notice no PA00091658 | 47° 42′ 15″ nord, 2° 57′ 12″ ouest  |       |
| Église de la Trinité                                                               | La Trinité-Porhoët          | Morbihan                | Bretagne                   | inscrit    | « PA00091763 », notice no PA00091763 | 48° 05′ 51″ nord, 2° 32′ 51″ ouest  |       |
| Préfecture du Morbihan                                                             | Vannes                      | Morbihan                | Bretagne                   | inscrit    | « PA00091805 », notice no PA00091805 | 47° 39′ 29″ nord, 2° 45′ 12″ ouest  |       |
| Poste centrale                                                                     | Metz                        | Moselle                 | Grand Est                  | inscrit    | « PA00106850 », notice no PA00106850 | 49° 06′ 36″ nord, 6° 10′ 31″ est    |       |
| Immeuble                                                                           | Metz                        | Moselle                 | Grand Est                  | classé     | « PA00106856 », notice no PA00106856 | 49° 07′ 05″ nord, 6° 10′ 43″ est    |       |
| Gare de Metz-Ville                                                                 | Metz                        | Moselle                 | Grand Est                  | inscrit    | « PA00106842 », notice no PA00106842 | 49° 06′ 35″ nord, 6° 10′ 38″ est    |       |
| Palais du Gouverneur                                                               | Metz                        | Moselle                 | Grand Est                  | inscrit    | « PA00106912 », notice no PA00106912 | 49° 06′ 48″ nord, 6° 10′ 06″ est    |       |
| Théâtre gallo-romain des Bardiaux                                                  | Arleuf                      | Nièvre                  | Bourgogne-Franche-Comté    | classé     | « PA00112793 », notice no PA00112793 | 47° 03′ 26″ nord, 4° 00′ 31″ est    |       |
| Château de Chassy                                                                  | Montreuillon                | Nièvre                  | Bourgogne-Franche-Comté    | inscrit    | « PA00112922 », notice no PA00112922 | 47° 12′ 04″ nord, 3° 46′ 36″ est    |       |
| Église Saint-Pierre                                                                | Nevers                      | Nièvre                  | Bourgogne-Franche-Comté    | classé     | « PA00112942 », notice no PA00112942 | 46° 59′ 31″ nord, 3° 09′ 42″ est    |       |
| Marché Saint-Arigle                                                                | Nevers                      | Nièvre                  | Bourgogne-Franche-Comté    | inscrit    | « PA00112963 », notice no PA00112963 | 46° 59′ 21″ nord, 3° 09′ 48″ est    |       |
| Presbytère de Poiseux                                                              | Poiseux                     | Nièvre                  | Bourgogne-Franche-Comté    | inscrit    | « PA00112987 », notice no PA00112987 | 47° 07′ 12″ nord, 3° 13′ 58″ est    |       |
| Église Saint-Amand de Saint-Amand-en-Puisaye                                       | Saint-Amand-en-Puisaye      | Nièvre                  | Bourgogne-Franche-Comté    | classé     | « PA00112999 », notice no PA00112999 | 47° 31′ 45″ nord, 3° 04′ 28″ est    |       |
| Château de Besne                                                                   | Saint-Péreuse               | Nièvre                  | Bourgogne-Franche-Comté    | inscrit    | « PA00113012 », notice no PA00113012 | 47° 03′ 55″ nord, 3° 48′ 30″ est    |       |
| Ancienne chapelle des Bénédictins anglais ou chapelle du Lycée Jean-Baptiste-Corot | Douai                       | Nord                    | Hauts-de-France            | inscrit    | « PA00107447 », notice no PA00107447 | 50° 22′ 28″ nord, 3° 04′ 42″ est    |       |
| Manoir                                                                             | Hallennes-lez-Haubourdin    | Nord                    | Hauts-de-France            | inscrit    | « PA00107543 », notice no PA00107543 | 50° 36′ 49″ nord, 2° 57′ 39″ est    |       |
| Hôtel des Cariatides                                                               | Lille                       | Nord                    | Hauts-de-France            | inscrit    | « PA00107596 », notice no PA00107596 | 50° 37′ 52″ nord, 3° 03′ 37″ est    |       |
| Palais des beaux-arts                                                              | Lille                       | Nord                    | Hauts-de-France            | inscrit    | « PA00107719 », notice no PA00107719 | 50° 37′ 50″ nord, 3° 03′ 45″ est    |       |
| Préfecture                                                                         | Lille                       | Nord                    | Hauts-de-France            | inscrit    | « PA00107725 », notice no PA00107725 | 50° 37′ 55″ nord, 3° 03′ 36″ est    |       |
| Hôtel des Postes                                                                   | Lille                       | Nord                    | Hauts-de-France            | inscrit    | « PA00107606 », notice no PA00107606 | 50° 37′ 51″ nord, 3° 03′ 38″ est    |       |
| Statue de Faidherbe                                                                | Lille                       | Nord                    | Hauts-de-France            | inscrit    | « PA00107726 », notice no PA00107726 | 50° 37′ 55″ nord, 3° 03′ 44″ est    |       |
| Maison Dervaux                                                                     | Roubaix                     | Nord                    | Hauts-de-France            | inscrit    | « PA00107790 », notice no PA00107790 | 50° 41′ 16″ nord, 3° 10′ 32″ est    |       |
| Église Saint-Georges de Saint-Georges-sur-l'Aa                                     | Saint-Georges-sur-l'Aa      | Nord                    | Hauts-de-France            | classé     | « PA00107800 », notice no PA00107800 | 50° 58′ 11″ nord, 2° 09′ 55″ est    |       |
| Prieuré Beaurepaire de Somain                                                      | Somain                      | Nord                    | Hauts-de-France            | inscrit    | « PA00107825 », notice no PA00107825 | 50° 22′ 25″ nord, 3° 16′ 31″ est    |       |
| Potager des Princes                                                                | Chantilly                   | Oise                    | Hauts-de-France            | inscrit    | « PA00114580 », notice no PA00114580 | 49° 11′ 46″ nord, 2° 28′ 33″ est    |       |
| Château de Vallière                                                                | Mortefontaine               | Oise                    | Hauts-de-France            | inscrit    | « PA00114762 », notice no PA00114762 | 49° 07′ 23″ nord, 2° 36′ 44″ est    |       |
| Hôtel de l'Ange                                                                    | Senlis                      | Oise                    | Hauts-de-France            | inscrit    | « PA00114906 », notice no PA00114906 | 49° 12′ 15″ nord, 2° 34′ 58″ est    |       |
| Chapelle Notre-Dame-de-Lorette                                                     | Alençon                     | Orne                    | Normandie                  | inscrit    | « PA00110690 », notice no PA00110690 | 48° 25′ 26″ nord, 0° 05′ 22″ est    |       |
| Immeuble des 123-127 Grande Rue à Alençon                                          | Alençon                     | Orne                    | Normandie                  | inscrit    | « PA00110700 », notice no PA00110700 | 48° 25′ 43″ nord, 0° 05′ 12″ est    |       |
| Immeuble du 40 rue du Jeudi à Alençon                                              | Alençon                     | Orne                    | Normandie                  | inscrit    | « PA00110703 », notice no PA00110703 | 48° 25′ 54″ nord, 0° 05′ 12″ est    |       |
| Immeuble des 31-33 rue du Jeudi à Alençon                                          | Alençon                     | Orne                    | Normandie                  | inscrit    | « PA00110702 », notice no PA00110702 | 48° 25′ 52″ nord, 0° 05′ 15″ est    |       |
| Immeuble des 42-44 rue du Jeudi à Alençon                                          | Alençon                     | Orne                    | Normandie                  | inscrit    | « PA00110704 », notice no PA00110704 | 48° 25′ 54″ nord, 0° 05′ 12″ est    |       |
| Halle au blé                                                                       | Alençon                     | Orne                    | Normandie                  | inscrit    | « PA00110693 », notice no PA00110693 | 48° 25′ 50″ nord, 0° 05′ 05″ est    |       |
| Immeuble du 55 rue du Collège à Alençon                                            | Alençon                     | Orne                    | Normandie                  | inscrit    | « PA00110699 », notice no PA00110699 | 48° 25′ 56″ nord, 0° 05′ 05″ est    |       |
| Immeuble du 33 rue des Grandes-Poteries à Alençon                                  | Alençon                     | Orne                    | Normandie                  | inscrit    | « PA00110701 », notice no PA00110701 | 48° 25′ 54″ nord, 0° 05′ 08″ est    |       |
| Logis Saint-Léonard                                                                | Alençon                     | Orne                    | Normandie                  | inscrit    | « PA00110705 », notice no PA00110705 | 48° 25′ 39″ nord, 0° 05′ 06″ est    |       |
| Manoir de la Fosse                                                                 | Avrilly                     | Orne                    | Normandie                  | inscrit    | « PA00110737 », notice no PA00110737 | 48° 31′ 59″ nord, 0° 36′ 57″ ouest  |       |
| Motte féodale de Cordey                                                            | Boucé                       | Orne                    | Normandie                  | inscrit    | « PA00110750 », notice no PA00110750 | 48° 37′ 44″ nord, 0° 04′ 48″ ouest  |       |
| Chapelle Saint-Gervais de Briouze                                                  | Briouze                     | Orne                    | Normandie                  | inscrit    | « PA00110755 », notice no PA00110755 | 48° 42′ 14″ nord, 0° 22′ 10″ ouest  |       |
| Manoir de la Servière                                                              | Ceaucé                      | Orne                    | Normandie                  | inscrit    | « PA00110760 », notice no PA00110760 | 48° 30′ 58″ nord, 0° 40′ 07″ ouest  |       |
| Motte féodale de Rivray                                                            | Condé-sur-Huisne            | Orne                    | Normandie                  | inscrit    | « PA00110781 », notice no PA00110781 | 48° 23′ 45″ nord, 0° 52′ 10″ est    |       |
| Chapelle de Rivray                                                                 | Condé-sur-Huisne            | Orne                    | Normandie                  | inscrit    | « PA00110780 », notice no PA00110780 | 48° 23′ 46″ nord, 0° 52′ 10″ est    |       |
| Chapelle des ducs d'Alençon                                                        | Essay                       | Orne                    | Normandie                  | inscrit    | « PA00110801 », notice no PA00110801 | 48° 32′ 36″ nord, 0° 14′ 48″ est    |       |
| Logis de la Petitière                                                              | Le Grais                    | Orne                    | Normandie                  | inscrit    | « PA00110815 », notice no PA00110815 | 48° 37′ 24″ nord, 0° 20′ 54″ ouest  |       |
| Motte féodale Garenne-de-la-Motte                                                  | Igé                         | Orne                    | Normandie                  | inscrit    | « PA00110826 », notice no PA00110826 | 48° 19′ 23″ nord, 0° 29′ 58″ est    |       |
| Église Saint-Pierre de Mauves-sur-Huisne                                           | Mauves-sur-Huisne           | Orne                    | Normandie                  | inscrit    | « PA00110848 », notice no PA00110848 | 48° 27′ 00″ nord, 0° 37′ 16″ est    |       |
| Église Notre-Dame-de-l'Assomption du Mêle-sur-Sarthe                               | Le Mêle-sur-Sarthe          | Orne                    | Normandie                  | inscrit    | « PA00110851 », notice no PA00110851 | 48° 30′ 39″ nord, 0° 21′ 17″ est    |       |
| Logis de Sainte-Honorine                                                           | Ménil-Gondouin              | Orne                    | Normandie                  | inscrit    | « PA00110853 », notice no PA00110853 | 48° 45′ 04″ nord, 0° 16′ 45″ ouest  |       |
| Château de Messei                                                                  | Messei                      | Orne                    | Normandie                  | inscrit    | « PA00110854 », notice no PA00110854 | 48° 42′ 21″ nord, 0° 32′ 25″ ouest  |       |
| Maison du doyen Toussaint                                                          | Mortagne-au-Perche          | Orne                    | Normandie                  | inscrit    | « PA00110866 », notice no PA00110866 | 48° 31′ 23″ nord, 0° 32′ 50″ est    |       |
| Hôtel de Longueil                                                                  | Mortagne-au-Perche          | Orne                    | Normandie                  | inscrit    | « PA00110863 », notice no PA00110863 | 48° 31′ 18″ nord, 0° 32′ 38″ est    |       |
| Hôtel Fousteau-Dutertre (hôtel de la rue Sainte-Croix)                             | Mortagne-au-Perche          | Orne                    | Normandie                  | classé     | « PA00110865 », notice no PA00110865 | 48° 31′ 11″ nord, 0° 32′ 48″ est    |       |
| Hôtel de Fontenay                                                                  | Mortagne-au-Perche          | Orne                    | Normandie                  | inscrit    | « PA00110862 », notice no PA00110862 | 48° 31′ 20″ nord, 0° 32′ 45″ est    |       |
| Maison à tourelle de Mortagne-au-Perche                                            | Mortagne-au-Perche          | Orne                    | Normandie                  | inscrit    | « PA00110867 », notice no PA00110867 | 48° 31′ 15″ nord, 0° 32′ 45″ est    |       |
| Maison des comtes du Perche                                                        | Mortagne-au-Perche          | Orne                    | Normandie                  | inscrit    | « PA00110868 », notice no PA00110868 | 48° 31′ 19″ nord, 0° 32′ 50″ est    |       |
| Porte Saint-Denis                                                                  | Mortagne-au-Perche          | Orne                    | Normandie                  | inscrit    | « PA00110870 », notice no PA00110870 | 48° 31′ 19″ nord, 0° 32′ 49″ est    |       |
| Manoir de la Guérinière                                                            | Passais                     | Orne                    | Normandie                  | inscrit    | « PA00110883 », notice no PA00110883 | 48° 30′ 55″ nord, 0° 44′ 06″ ouest  |       |
| Château de Monthimer                                                               | La Perrière                 | Orne                    | Normandie                  | inscrit    | « PA00110885 », notice no PA00110885 | 48° 23′ 37″ nord, 0° 27′ 06″ est    |       |
| Château de Rânes                                                                   | Rânes                       | Orne                    | Normandie                  | inscrit    | « PA00110896 », notice no PA00110896 | 48° 38′ 26″ nord, 0° 12′ 43″ ouest  |       |
| Église Saint-Pierre de La Roche-Mabile                                             | La Roche-Mabile             | Orne                    | Normandie                  | inscrit    | « PA00110903 », notice no PA00110903 | 48° 29′ 16″ nord, 0° 03′ 03″ ouest  |       |
| Ensemble mégalithique du Creux                                                     | Saint-Bômer-les-Forges      | Orne                    | Normandie                  | classé     | « PA00110906 », notice no PA00110906 | 48° 38′ 39″ nord, 0° 36′ 17″ ouest  |       |
| Manoir de Loraille                                                                 | Saint-Roch-sur-Égrenne      | Orne                    | Normandie                  | inscrit    | « PA00110935 », notice no PA00110935 | 48° 34′ 10″ nord, 0° 43′ 11″ ouest  |       |
| Motte féodale du Plessis-Poix                                                      | Sainte-Céronne-lès-Mortagne | Orne                    | Normandie                  | inscrit    | « PA00110912 », notice no PA00110912 | 48° 34′ 53″ nord, 0° 31′ 04″ est    |       |
| Église Sainte-Céronne de Sainte-Céronne-lès-Mortagne                               | Sainte-Céronne-lès-Mortagne | Orne                    | Normandie                  | classé     | « PA00110911 », notice no PA00110911 | 48° 34′ 04″ nord, 0° 32′ 00″ est    |       |
| Église Notre-Dame du Vivier                                                        | Sées                        | Orne                    | Normandie                  | inscrit    | « PA00110945 », notice no PA00110945 | 48° 36′ 14″ nord, 0° 10′ 22″ est    |       |
| Abbaye de La Trappe                                                                | Soligny-la-Trappe           | Orne                    | Normandie                  | classé     | « PA00110953 », notice no PA00110953 | 48° 38′ 14″ nord, 0° 34′ 24″ est    |       |
| Église Notre-Dame-de-l'Assomption du Theil                                         | Le Theil                    | Orne                    | Normandie                  | inscrit    | « PA00110955 », notice no PA00110955 | 48° 15′ 52″ nord, 0° 41′ 23″ est    |       |
| Église Saint-Ouen de Verrières                                                     | Verrières                   | Orne                    | Normandie                  | inscrit    | « PA00110965 », notice no PA00110965 | 48° 23′ 30″ nord, 0° 45′ 44″ est    |       |
| Gare du Nord                                                                       | 10e arrondissement de Paris | Paris                   | Île-de-France              | inscrit    | « PA00086492 », notice no PA00086492 | 48° 52′ 51″ nord, 2° 21′ 19″ est    |       |
| Hôtel Leblanc-Barbedienne                                                          | 10e arrondissement de Paris | Paris                   | Île-de-France              | inscrit    | « PA00086498 », notice no PA00086498 | 48° 52′ 21″ nord, 2° 21′ 47″ est    |       |
| Hôpital Lariboisière                                                               | 10e arrondissement de Paris | Paris                   | Île-de-France              | inscrit    | « PA00086493 », notice no PA00086493 | 48° 52′ 59″ nord, 2° 21′ 11″ est    |       |
| Cirque d'Hiver                                                                     | 11e arrondissement de Paris | Paris                   | Île-de-France              | inscrit    | « PA00086530 », notice no PA00086530 | 48° 51′ 48″ nord, 2° 22′ 03″ est    |       |
| Institut international bouddhique                                                  | 12e arrondissement de Paris | Paris                   | Île-de-France              | inscrit    | « PA00086582 », notice no PA00086582 | 48° 49′ 42″ nord, 2° 24′ 55″ est    |       |
| Cité de refuge de l'Armée du salut                                                 | 13e arrondissement de Paris | Paris                   | Île-de-France              | inscrit    | « PA00086591 », notice no PA00086591 | 48° 49′ 36″ nord, 2° 22′ 36″ est    |       |
| Maison Ozenfant                                                                    | 14e arrondissement de Paris | Paris                   | Île-de-France              | inscrit    | « PA00086629 », notice no PA00086629 | 48° 49′ 25″ nord, 2° 19′ 57″ est    |       |
| Maison Guggenbuhl                                                                  | 14e arrondissement de Paris | Paris                   | Île-de-France              | inscrit    | « PA00086628 », notice no PA00086628 | 48° 49′ 23″ nord, 2° 20′ 06″ est    |       |
| Villa Seurat                                                                       | 14e arrondissement de Paris | Paris                   | Île-de-France              | inscrit    | « PA00086639 », notice no PA00086639 | 48° 49′ 34″ nord, 2° 19′ 57″ est    |       |
| Pont Mirabeau                                                                      | 15e arrondissement de Paris | Paris                   | Île-de-France              | classé     | « PA00086659 », notice no PA00086659 | 48° 50′ 47″ nord, 2° 16′ 35″ est    |       |
| Église Saint-Christophe-de-Javel                                                   | 15e arrondissement de Paris | Paris                   | Île-de-France              | inscrit    | « PA00086652 », notice no PA00086652 | 48° 50′ 40″ nord, 2° 16′ 46″ est    |       |
| Hôtel                                                                              | 16e arrondissement de Paris | Paris                   | Île-de-France              | inscrit    | « PA00086677 », notice no PA00086677 | 48° 51′ 52″ nord, 2° 17′ 35″ est    |       |
| Immeubles Agar                                                                     | 16e arrondissement de Paris | Paris                   | Île-de-France              | inscrit    | « PA00086686 », notice no PA00086686 | 48° 51′ 06″ nord, 2° 16′ 26″ est    |       |
| Immeuble Studio Building                                                           | 16e arrondissement de Paris | Paris                   | Île-de-France              | inscrit    | « PA00086688 », notice no PA00086688 | 48° 50′ 57″ nord, 2° 16′ 03″ est    |       |
| Église Sainte-Marie des Batignolles                                                | 17e arrondissement de Paris | Paris                   | Île-de-France              | inscrit    | « PA00086722 », notice no PA00086722 | 48° 53′ 12″ nord, 2° 19′ 04″ est    |       |
| Maison de Tristan Tzara                                                            | 18e arrondissement de Paris | Paris                   | Île-de-France              | inscrit    | « PA00086746 », notice no PA00086746 | 48° 53′ 17″ nord, 2° 20′ 09″ est    |       |
| Bourse de commerce                                                                 | 1er arrondissement de Paris | Paris                   | Île-de-France              | inscrit    | « PA00085784 », notice no PA00085784 | 48° 51′ 46″ nord, 2° 20′ 34″ est    |       |
| Immeuble                                                                           | 1er arrondissement de Paris | Paris                   | Île-de-France              | inscrit    | « PA00085932 », notice no PA00085932 | 48° 51′ 55″ nord, 2° 20′ 12″ est    |       |
| Pont des Arts                                                                      | 1er arrondissement de Paris | Paris                   | Île-de-France              | inscrit    | « PA00085998 », notice no PA00085998 | 48° 51′ 30″ nord, 2° 20′ 15″ est    |       |
| Immeuble                                                                           | 2e arrondissement de Paris  | Paris                   | Île-de-France              | inscrit    | « PA00086048 », notice no PA00086048 | 48° 52′ 15″ nord, 2° 20′ 15″ est    |       |
| Immeubles                                                                          | 2e arrondissement de Paris  | Paris                   | Île-de-France              | inscrit    | « PA00086059 », notice no PA00086059 | 48° 52′ 13″ nord, 2° 20′ 15″ est    |       |
| Immeubles                                                                          | 2e arrondissement de Paris  | Paris                   | Île-de-France              | inscrit    | « PA00086055 », notice no PA00086055 | 48° 52′ 15″ nord, 2° 20′ 17″ est    |       |
| Immeubles                                                                          | 2e arrondissement de Paris  | Paris                   | Île-de-France              | inscrit    | « PA00086057 », notice no PA00086057 | 48° 52′ 13″ nord, 2° 20′ 13″ est    |       |
| Immeubles                                                                          | 2e arrondissement de Paris  | Paris                   | Île-de-France              | inscrit    | « PA00086058 », notice no PA00086058 | 48° 52′ 13″ nord, 2° 20′ 14″ est    |       |
| Immeubles                                                                          | 2e arrondissement de Paris  | Paris                   | Île-de-France              | inscrit    | « PA00086075 », notice no PA00086075 | 48° 52′ 16″ nord, 2° 20′ 22″ est    |       |
| Immeubles                                                                          | 2e arrondissement de Paris  | Paris                   | Île-de-France              | inscrit    | « PA00086046 », notice no PA00086046 | 48° 52′ 16″ nord, 2° 20′ 22″ est    |       |
| Immeuble                                                                           | 2e arrondissement de Paris  | Paris                   | Île-de-France              | inscrit    | « PA00086061 », notice no PA00086061 | 48° 52′ 18″ nord, 2° 20′ 21″ est    |       |
| Immeubles                                                                          | 2e arrondissement de Paris  | Paris                   | Île-de-France              | inscrit    | « PA00086045 », notice no PA00086045 | 48° 52′ 15″ nord, 2° 20′ 22″ est    |       |
| Immeubles                                                                          | 2e arrondissement de Paris  | Paris                   | Île-de-France              | inscrit    | « PA00086067 », notice no PA00086067 | 48° 52′ 14″ nord, 2° 20′ 14″ est    |       |
| Immeubles                                                                          | 2e arrondissement de Paris  | Paris                   | Île-de-France              | inscrit    | « PA00086077 », notice no PA00086077 | 48° 52′ 14″ nord, 2° 20′ 23″ est    |       |
| Hôtel de Pologne                                                                   | 3e arrondissement de Paris  | Paris                   | Île-de-France              | inscrit    | « PA00086154 », notice no PA00086154 | 48° 51′ 33″ nord, 2° 21′ 52″ est    |       |
| Hôtel de ville                                                                     | 4e arrondissement de Paris  | Paris                   | Île-de-France              | inscrit    | « PA00086319 », notice no PA00086319 | 48° 51′ 23″ nord, 2° 21′ 09″ est    |       |
| Sorbonne                                                                           | 5e arrondissement de Paris  | Paris                   | Île-de-France              | classé     | « PA00088485 », notice no PA00088485 | 48° 50′ 55″ nord, 2° 20′ 37″ est    |       |
| Couvent des Dames Bénédictines du Saint-Sacrement                                  | 5e arrondissement de Paris  | Paris                   | Île-de-France              | inscrit    | « PA00088409 », notice no PA00088409 | 48° 50′ 35″ nord, 2° 20′ 49″ est    |       |
| Hôtel de Longueville                                                               | 5e arrondissement de Paris  | Paris                   | Île-de-France              | inscrit    | « PA00088433 », notice no PA00088433 | 48° 50′ 24″ nord, 2° 20′ 26″ est    |       |
| Hôtel                                                                              | 5e arrondissement de Paris  | Paris                   | Île-de-France              | inscrit    | « PA00088438 », notice no PA00088438 | 48° 50′ 45″ nord, 2° 20′ 26″ est    |       |
| Hôtel de Mouy                                                                      | 6e arrondissement de Paris  | Paris                   | Île-de-France              | classé     | « PA00088540 », notice no PA00088540 | 48° 51′ 18″ nord, 2° 20′ 22″ est    |       |
| Immeuble                                                                           | 6e arrondissement de Paris  | Paris                   | Île-de-France              | inscrit    | « PA00088645 », notice no PA00088645 | 48° 50′ 37″ nord, 2° 19′ 47″ est    |       |
| Couvent des Cordeliers                                                             | 6e arrondissement de Paris  | Paris                   | Île-de-France              | classé     | « PA00088502 », notice no PA00088502 | 48° 51′ 02″ nord, 2° 20′ 29″ est    |       |
| Immeuble                                                                           | 6e arrondissement de Paris  | Paris                   | Île-de-France              | inscrit    | « PA00088620 », notice no PA00088620 | 48° 50′ 44″ nord, 2° 19′ 32″ est    |       |
| Immeuble                                                                           | 7e arrondissement de Paris  | Paris                   | Île-de-France              | inscrit    | « PA00088785 », notice no PA00088785 | 48° 51′ 30″ nord, 2° 18′ 07″ est    |       |
| Pont de la Concorde                                                                | 7e arrondissement de Paris  | Paris                   | Île-de-France              | inscrit    | « PA00088799 », notice no PA00088799 | 48° 51′ 48″ nord, 2° 19′ 11″ est    |       |
| Hôtel de Martignac                                                                 | 7e arrondissement de Paris  | Paris                   | Île-de-France              | inscrit    | « PA00088721 », notice no PA00088721 | 48° 51′ 25″ nord, 2° 19′ 08″ est    |       |
| Immeuble                                                                           | 7e arrondissement de Paris  | Paris                   | Île-de-France              | inscrit    | « PA00088781 », notice no PA00088781 | 48° 51′ 32″ nord, 2° 18′ 04″ est    |       |
| Église Saint-Pierre-du-Gros-Caillou                                                | 7e arrondissement de Paris  | Paris                   | Île-de-France              | inscrit    | « PA00088686 », notice no PA00088686 | 48° 51′ 35″ nord, 2° 18′ 19″ est    |       |
| Pont Alexandre-III                                                                 | 7e arrondissement de Paris  | Paris                   | Île-de-France              | classé     | « PA00088798 », notice no PA00088798 | 48° 51′ 50″ nord, 2° 18′ 48″ est    |       |
| Pont d'Iéna                                                                        | 7e arrondissement de Paris  | Paris                   | Île-de-France              | inscrit    | « PA00088800 », notice no PA00088800 | 48° 51′ 35″ nord, 2° 17′ 31″ est    |       |
| Hôtel de la Princesse Mathilde                                                     | 8e arrondissement de Paris  | Paris                   | Île-de-France              | inscrit    | « PA00088839 », notice no PA00088839 | 48° 52′ 25″ nord, 2° 18′ 40″ est    |       |
| Hôtel                                                                              | 8e arrondissement de Paris  | Paris                   | Île-de-France              | inscrit    | « PA00088840 », notice no PA00088840 | 48° 52′ 26″ nord, 2° 18′ 39″ est    |       |
| Immeuble                                                                           | 8e arrondissement de Paris  | Paris                   | Île-de-France              | inscrit    | « PA00088867 », notice no PA00088867 | 48° 52′ 19″ nord, 2° 19′ 13″ est    |       |
| Petit Palais                                                                       | 8e arrondissement de Paris  | Paris                   | Île-de-France              | inscrit    | « PA00088878 », notice no PA00088878 | 48° 51′ 58″ nord, 2° 18′ 55″ est    |       |
| Hôtel Talma                                                                        | 9e arrondissement de Paris  | Paris                   | Île-de-France              | inscrit    | « PA00088919 », notice no PA00088919 | 48° 52′ 40″ nord, 2° 19′ 59″ est    |       |
| Le Grand Hôtel InterContinental                                                    | 9e arrondissement de Paris  | Paris                   | Île-de-France              | inscrit    | « PA00088909 », notice no PA00088909 | 48° 52′ 14″ nord, 2° 19′ 52″ est    |       |
| Printemps Haussmann                                                                | 9e arrondissement de Paris  | Paris                   | Île-de-France              | inscrit    | « PA00088988 », notice no PA00088988 | 48° 52′ 26″ nord, 2° 19′ 40″ est    |       |
| Jardin public de Béthune                                                           | Béthune                     | Pas-de-Calais           | Hauts-de-France            | inscrit    | « PA00108204 », notice no PA00108204 | 50° 31′ 44″ nord, 2° 37′ 52″ est    |       |
| Prévoté de Labeuvrière                                                             | Labeuvrière                 | Pas-de-Calais           | Hauts-de-France            | inscrit    | « PA00108325 », notice no PA00108325 | 50° 31′ 19″ nord, 2° 33′ 44″ est    |       |
| Église Sainte-Christine de Labeuvrière                                             | Labeuvrière                 | Pas-de-Calais           | Hauts-de-France            | inscrit    | « PA00108324 », notice no PA00108324 | 50° 31′ 19″ nord, 2° 33′ 43″ est    |       |
| Château de Penin                                                                   | Penin                       | Pas-de-Calais           | Hauts-de-France            | inscrit    | « PA00108376 », notice no PA00108376 | 50° 19′ 44″ nord, 2° 29′ 05″ est    |       |
| Château de Grosville                                                               | Rivière                     | Pas-de-Calais           | Hauts-de-France            | inscrit    | « PA00108384 », notice no PA00108384 | 50° 14′ 07″ nord, 2° 41′ 16″ est    |       |
| Hôtel de ville d'Aigueperse                                                        | Aigueperse                  | Puy-de-Dôme             | Auvergne-Rhône-Alpes       | classé     | « PA00091851 », notice no PA00091851 | 46° 01′ 26″ nord, 3° 12′ 13″ est    |       |
| Hôtel de ville d'Ambert                                                            | Ambert                      | Puy-de-Dôme             | Auvergne-Rhône-Alpes       | inscrit    | « PA00091857 », notice no PA00091857 | 45° 32′ 57″ nord, 3° 44′ 36″ est    |       |
| Hôtel Majestic                                                                     | Chamalières                 | Puy-de-Dôme             | Auvergne-Rhône-Alpes       | inscrit    | « PA00091936 », notice no PA00091936 | 45° 46′ 04″ nord, 3° 03′ 35″ est    |       |
| Château de la Barge                                                                | Courpière                   | Puy-de-Dôme             | Auvergne-Rhône-Alpes       | inscrit    | « PA00092092 », notice no PA00092092 | 45° 46′ 34″ nord, 3° 32′ 56″ est    |       |
| Hospice d'Effiat                                                                   | Effiat                      | Puy-de-Dôme             | Auvergne-Rhône-Alpes       | inscrit    | « PA00092118 », notice no PA00092118 | 46° 02′ 11″ nord, 3° 15′ 50″ est    |       |
| Maison de l'abbé d'Estaing                                                         | Murol                       | Puy-de-Dôme             | Auvergne-Rhône-Alpes       | inscrit    | « PA00092214 », notice no PA00092214 | 45° 34′ 28″ nord, 2° 56′ 35″ est    |       |
| Pont suspendu sur l'Allier                                                         | Parentignat                 | Puy-de-Dôme             | Auvergne-Rhône-Alpes       | inscrit    | « PA00092235 », notice no PA00092235 | 45° 32′ 39″ nord, 3° 16′ 33″ est    |       |
| Château Boulard                                                                    | Biarritz                    | Pyrénées-Atlantiques    | Nouvelle-Aquitaine         | inscrit    | « PA00084356 », notice no PA00084356 | 43° 28′ 30″ nord, 1° 33′ 32″ ouest  |       |
| Château de Morlanne                                                                | Morlanne                    | Pyrénées-Atlantiques    | Nouvelle-Aquitaine         | inscrit    | « PA00084455 », notice no PA00084455 | 43° 30′ 36″ nord, 0° 32′ 08″ ouest  |       |
| Abbaye de Saint-Génis-des-Fontaines                                                | Saint-Génis-des-Fontaines   | Pyrénées-Orientales     | Occitanie                  | classé     | « PA00104116 », notice no PA00104116 | 42° 32′ 36″ nord, 2° 55′ 19″ est    |       |
| Cathédrale de Saint-Denis de La Réunion                                            | Saint-Denis                 | La Réunion              | La Réunion                 | classé     | « PA00105812 », notice no PA00105812 | 20° 52′ 38″ sud, 55° 26′ 55″ est    |       |
| Hôtel de ville de Saint-Denis                                                      | Saint-Denis                 | La Réunion              | La Réunion                 | classé     | « PA00105815 », notice no PA00105815 | 20° 52′ 44″ sud, 55° 26′ 54″ est    |       |
| Château de Saint-Trys                                                              | Anse                        | Rhône                   | Auvergne-Rhône-Alpes       | inscrit    | « PA00117709 », notice no PA00117709 | 45° 57′ 12″ nord, 4° 42′ 12″ est    |       |
| Maison d'Anthouard                                                                 | Écully                      | Rhône                   | Auvergne-Rhône-Alpes       | inscrit    | « PA00117759 », notice no PA00117759 | 45° 46′ 49″ nord, 4° 46′ 45″ est    |       |
| Deux salles souterraines des thermes antiques                                      | 5e arrondissement de Lyon   | Rhône                   | Auvergne-Rhône-Alpes       | classé     | « PA00117792 », notice no PA00117792 | 45° 45′ 27″ nord, 4° 49′ 16″ est    |       |
| Fontaine de la place du Maréchal-Lyautey                                           | 6e arrondissement de Lyon   | Rhône                   | Auvergne-Rhône-Alpes       | inscrit    | « PA00117807 », notice no PA00117807 | 45° 46′ 07″ nord, 4° 50′ 31″ est    |       |
| Mur gallo-romain                                                                   | 5e arrondissement de Lyon   | Rhône                   | Auvergne-Rhône-Alpes       | classé     | « PA00117977 », notice no PA00117977 | 45° 45′ 37″ nord, 4° 49′ 20″ est    |       |
| Marché aux bestiaux des abattoirs de la Mouche (Halle Tony Garnier)                | 7e arrondissement de Lyon   | Rhône                   | Auvergne-Rhône-Alpes       | inscrit    | « PA00117810 », notice no PA00117810 | 45° 43′ 48″ nord, 4° 49′ 30″ est    |       |
| Château de Saint-Lager                                                             | Saint-Lager                 | Rhône                   | Auvergne-Rhône-Alpes       | inscrit    | « PA00118044 », notice no PA00118044 | 46° 06′ 45″ nord, 4° 40′ 24″ est    |       |
| Hôtel Arbelet                                                                      | Autun                       | Saône-et-Loire          | Bourgogne-Franche-Comté    | inscrit    | « PA00113087 », notice no PA00113087 | 46° 57′ 01″ nord, 4° 18′ 08″ est    |       |
| Passage Balthus                                                                    | Autun                       | Saône-et-Loire          | Bourgogne-Franche-Comté    | inscrit    | « PA00113092 », notice no PA00113092 | 46° 56′ 56″ nord, 4° 17′ 55″ est    |       |
| Château et chapelle de Corcheval                                                   | Beaubery                    | Saône-et-Loire          | Bourgogne-Franche-Comté    | inscrit    | « PA00113110 », notice no PA00113110 | 46° 25′ 17″ nord, 4° 24′ 26″ est    |       |
| Usines Schneider                                                                   | Le Creusot                  | Saône-et-Loire          | Bourgogne-Franche-Comté    | inscrit    | « PA00113253 », notice no PA00113253 | 46° 48′ 29″ nord, 4° 25′ 26″ est    |       |
| Château d'Epiry                                                                    | Saint-Émiland               | Saône-et-Loire          | Bourgogne-Franche-Comté    | classé     | « PA00113427 », notice no PA00113427 | 46° 52′ 53″ nord, 4° 29′ 49″ est    |       |
| Château de Brandon                                                                 | Saint-Pierre-de-Varennes    | Saône-et-Loire          | Bourgogne-Franche-Comté    | inscrit    | « PA00113453 », notice no PA00113453 | 46° 51′ 01″ nord, 4° 28′ 53″ est    |       |
| Château de Taisey                                                                  | Saint-Rémy                  | Saône-et-Loire          | Bourgogne-Franche-Comté    | inscrit    | « PA00113457 », notice no PA00113457 | 46° 46′ 14″ nord, 4° 49′ 01″ est    |       |
| Église Notre-Dame-de-l'Assomption de Pringé                                        | Luché-Pringé                | Sarthe                  | Pays de la Loire           | classé     | « PA00109783 », notice no PA00109783 | 47° 42′ 44″ nord, 0° 02′ 52″ est    |       |
| Abbaye Saint-Pierre de la Couture                                                  | Le Mans                     | Sarthe                  | Pays de la Loire           | inscrit    | « PA00109798 », notice no PA00109798 | 48° 00′ 06″ nord, 0° 12′ 00″ est    |       |
| Hôtel Desportes de Linières                                                        | Le Mans                     | Sarthe                  | Pays de la Loire           | inscrit    | « PA00109815 », notice no PA00109815 | 48° 00′ 21″ nord, 0° 11′ 44″ est    |       |
| Château de la Roche-Mailly                                                         | Requeil                     | Sarthe                  | Pays de la Loire           | inscrit    | « PA00109917 », notice no PA00109917 | 47° 47′ 20″ nord, 0° 10′ 32″ est    |       |
| Église Saint-Médard de Saint-Mars-sous-Ballon                                      | Saint-Mars-sous-Ballon      | Sarthe                  | Pays de la Loire           | classé     | « PA00109949 », notice no PA00109949 | 48° 10′ 22″ nord, 0° 14′ 47″ est    |       |
| Palais de Savoie                                                                   | Aix-les-Bains               | Savoie                  | Auvergne-Rhône-Alpes       | inscrit    | « PA00118172 », notice no PA00118172 | 45° 41′ 19″ nord, 5° 54′ 46″ est    |       |
| Église Saint-Michel de Landry                                                      | Landry                      | Savoie                  | Auvergne-Rhône-Alpes       | inscrit    | « PA00118264 », notice no PA00118264 | 45° 34′ 11″ nord, 6° 44′ 35″ est    |       |
| Église Saint-Médard de Courtry                                                     | Courtry                     | Seine-et-Marne          | Île-de-France              | inscrit    | « PA00086914 », notice no PA00086914 | 48° 55′ 07″ nord, 2° 36′ 14″ est    |       |
| Château de Gesvres-le-Duc                                                          | Crouy-sur-Ourcq             | Seine-et-Marne          | Île-de-France              | classé     | « PA00086919 », notice no PA00086919 | 49° 04′ 28″ nord, 3° 03′ 25″ est    |       |
| Fort de Challeau                                                                   | Dormelles                   | Seine-et-Marne          | Île-de-France              | inscrit    | « PA00086934 », notice no PA00086934 | 48° 19′ 13″ nord, 2° 52′ 49″ est    |       |
| Église Saint-Martin de La Genevraye                                                | La Genevraye                | Seine-et-Marne          | Île-de-France              | classé     | « PA00087009 », notice no PA00087009 | 48° 19′ 15″ nord, 2° 45′ 00″ est    |       |
| Château de La Motte                                                                | Lorrez-le-Bocage-Préaux     | Seine-et-Marne          | Île-de-France              | inscrit    | « PA00087065 », notice no PA00087065 | 48° 14′ 05″ nord, 2° 53′ 57″ est    |       |
| Château de Cramayel                                                                | Moissy-Cramayel             | Seine-et-Marne          | Île-de-France              | inscrit    | « PA00087108 », notice no PA00087108 | 48° 37′ 56″ nord, 2° 37′ 04″ est    |       |
| Théâtre Louis-Philippe                                                             | Eu                          | Seine-Maritime          | Normandie                  | inscrit    | « PA00100655 », notice no PA00100655 | 50° 02′ 55″ nord, 1° 25′ 06″ est    |       |
| Hôtel des évêques d'Amiens                                                         | Eu                          | Seine-Maritime          | Normandie                  | inscrit    | « PA00100653 », notice no PA00100653 | 50° 03′ 00″ nord, 1° 25′ 12″ est    |       |
| Château de Mirville                                                                | Mirville                    | Seine-Maritime          | Normandie                  | inscrit    | « PA00100754 », notice no PA00100754 | 49° 36′ 34″ nord, 0° 26′ 39″ est    |       |
| Chapelle du collège de Normandie                                                   | Mont-Cauvaire               | Seine-Maritime          | Normandie                  | inscrit    | « PA00100757 », notice no PA00100757 | 49° 34′ 43″ nord, 1° 07′ 05″ est    |       |
| château de Mondétour                                                               | Morgny-la-Pommeraye         | Seine-Maritime          | Normandie                  | inscrit    | « PA00100766 », notice no PA00100766 | 49° 31′ 14″ nord, 1° 16′ 02″ est    |       |
| Musée industriel de la corderie Vallois                                            | Notre-Dame-de-Bondeville    | Seine-Maritime          | Normandie                  | inscrit    | « PA00100778 », notice no PA00100778 | 49° 29′ 41″ nord, 1° 02′ 55″ est    |       |
| Château de Catteville                                                              | Ocqueville                  | Seine-Maritime          | Normandie                  | inscrit    | « PA00100779 », notice no PA00100779 | 49° 47′ 17″ nord, 0° 41′ 52″ est    |       |
| Château de Janville                                                                | Paluel                      | Seine-Maritime          | Normandie                  | inscrit    | « PA00100789 », notice no PA00100789 | 49° 50′ 03″ nord, 0° 38′ 21″ est    |       |
| Atelier de Ferdinand Marrou                                                        | Rouen                       | Seine-Maritime          | Normandie                  | inscrit    | « PA00100801 », notice no PA00100801 | 49° 26′ 27″ nord, 1° 05′ 44″ est    |       |
| Maison                                                                             | Rouen                       | Seine-Maritime          | Normandie                  | inscrit    | « PA00101004 », notice no PA00101004 | 49° 27′ 01″ nord, 1° 05′ 35″ est    |       |
| Couvent des Ursulines                                                              | Rouen                       | Seine-Maritime          | Normandie                  | inscrit    | « PA00100811 », notice no PA00100811 | 49° 26′ 36″ nord, 1° 06′ 23″ est    |       |
| Jardin des plantes                                                                 | Rouen                       | Seine-Maritime          | Normandie                  | inscrit    | « PA00100921 », notice no PA00100921 | 49° 25′ 17″ nord, 1° 04′ 36″ est    |       |
| Gare de Rouen-Rive-Droite                                                          | Rouen                       | Seine-Maritime          | Normandie                  | inscrit    | « PA00100832 », notice no PA00100832 | 49° 26′ 56″ nord, 1° 05′ 38″ est    |       |
| Hôtel Caillot de Coqueréaumont                                                     | Rouen                       | Seine-Maritime          | Normandie                  | inscrit    | « PA00100838 », notice no PA00100838 | 49° 26′ 43″ nord, 1° 05′ 45″ est    |       |
| Château de Sassetot                                                                | Sassetot-le-Mauconduit      | Seine-Maritime          | Normandie                  | inscrit    | « PA00101057 », notice no PA00101057 | 49° 48′ 22″ nord, 0° 31′ 44″ est    |       |
| Cirque Jules-Verne                                                                 | Amiens                      | Somme                   | Hauts-de-France            | inscrit    | « PA00116048 », notice no PA00116048 | 49° 53′ 17″ nord, 2° 17′ 44″ est    |       |
| Ensemble architectural Auguste-Perret                                              | Amiens                      | Somme                   | Hauts-de-France            | inscrit    | « PA00116079 », notice no PA00116079 | 49° 53′ 28″ nord, 2° 18′ 22″ est    |       |
| Église Notre-Dame de la Nativité de Boves                                          | Boves                       | Somme                   | Hauts-de-France            | inscrit    | « PA00116107 », notice no PA00116107 | 49° 50′ 40″ nord, 2° 22′ 58″ est    |       |
| Château de Raincheval                                                              | Raincheval                  | Somme                   | Hauts-de-France            | inscrit    | « PA00116224 », notice no PA00116224 | 50° 04′ 28″ nord, 2° 26′ 10″ est    |       |
| Croix des Cabannes                                                                 | Les Cabannes                | Tarn                    | Occitanie                  | inscrit    | « PA00095493 », notice no PA00095493 | 44° 04′ 03″ nord, 1° 56′ 10″ est    |       |
| Château de Montgey                                                                 | Montgey                     | Tarn                    | Occitanie                  | inscrit    | « PA00095608 », notice no PA00095608 | 43° 30′ 45″ nord, 1° 55′ 57″ est    |       |
| Moulin de Saint-Angel                                                              | Salvagnac                   | Tarn                    | Occitanie                  | inscrit    | « PA00095644 », notice no PA00095644 | 43° 54′ 18″ nord, 1° 38′ 44″ est    |       |
| Église Saint-Pierre de Lachapelle                                                  | Lachapelle                  | Tarn-et-Garonne         | Occitanie                  | classé     | « PA00095762 », notice no PA00095762 | 43° 59′ 09″ nord, 0° 50′ 34″ est    |       |
| Hospice                                                                            | Montauban                   | Tarn-et-Garonne         | Occitanie                  | inscrit    | « PA00095802 », notice no PA00095802 | 44° 01′ 19″ nord, 1° 21′ 02″ est    |       |
| Moulin de Sannois                                                                  | Sannois                     | Val-d'Oise              | Île-de-France              | inscrit    | « PA00080205 », notice no PA00080205 | 48° 58′ 07″ nord, 2° 14′ 33″ est    |       |
| Château du Piple                                                                   | Boissy-Saint-Léger          | Val-de-Marne            | Île-de-France              | inscrit    | « PA00079850 », notice no PA00079850 | 48° 45′ 20″ nord, 2° 30′ 54″ est    |       |
| Hôtel de Malestroit                                                                | Bry-sur-Marne               | Val-de-Marne            | Île-de-France              | inscrit    | « PA00079851 », notice no PA00079851 | 48° 50′ 08″ nord, 2° 31′ 12″ est    |       |
| Presbytère                                                                         | Bry-sur-Marne               | Val-de-Marne            | Île-de-France              | inscrit    | « PA00079852 », notice no PA00079852 | 48° 50′ 10″ nord, 2° 31′ 14″ est    |       |
| Cathédrale Saint-Louis-et-Saint-Nicolas                                            | Choisy-le-Roi               | Val-de-Marne            | Île-de-France              | classé     | « PA00079867 », notice no PA00079867 | 48° 45′ 57″ nord, 2° 24′ 27″ est    |       |
| Château du Buisson                                                                 | Marolles-en-Brie            | Val-de-Marne            | Île-de-France              | inscrit    | « PA00079890 », notice no PA00079890 | 48° 44′ 09″ nord, 2° 33′ 18″ est    |       |
| Château de Sucy-en-Brie                                                            | Sucy-en-Brie                | Val-de-Marne            | Île-de-France              | classé     | « PA00079907 », notice no PA00079907 | 48° 46′ 28″ nord, 2° 31′ 53″ est    |       |
| Groupe scolaire Karl-Marx                                                          | Villejuif                   | Val-de-Marne            | Île-de-France              | inscrit    | « PA00079915 », notice no PA00079915 | 48° 47′ 04″ nord, 2° 21′ 36″ est    |       |
| Fontaine Saint-Jean                                                                | La Cadière-d'Azur           | Var                     | Provence-Alpes-Côte d'Azur | inscrit    | « PA00081565 », notice no PA00081565 | 43° 11′ 55″ nord, 5° 48′ 05″ est    |       |
| Église Saint-Pons de Collobrières                                                  | Collobrières                | Var                     | Provence-Alpes-Côte d'Azur | inscrit    | « PA00081579 », notice no PA00081579 | 43° 14′ 07″ nord, 6° 18′ 35″ est    |       |
| Villa Noailles                                                                     | Hyères                      | Var                     | Provence-Alpes-Côte d'Azur | inscrit    | « PA00081651 », notice no PA00081651 | 43° 07′ 26″ nord, 6° 07′ 38″ est    |       |
| Villa Tholozan                                                                     | Hyères                      | Var                     | Provence-Alpes-Côte d'Azur | inscrit    | « PA00081652 », notice no PA00081652 | 43° 07′ 20″ nord, 6° 08′ 10″ est    |       |
| Fort Balaguier                                                                     | La Seyne-sur-Mer            | Var                     | Provence-Alpes-Côte d'Azur | inscrit    | « PA00081736 », notice no PA00081736 | 43° 05′ 40″ nord, 5° 54′ 40″ est    |       |
| Église Saint-Pierre de Signes                                                      | Signes                      | Var                     | Provence-Alpes-Côte d'Azur | inscrit    | « PA00081738 », notice no PA00081738 | 43° 17′ 27″ nord, 5° 51′ 50″ est    |       |
| Hôtel de ville                                                                     | Avignon                     | Vaucluse                | Provence-Alpes-Côte d'Azur | inscrit    | « PA00081880 », notice no PA00081880 | 43° 56′ 57″ nord, 4° 48′ 21″ est    |       |
| Maison du roi René                                                                 | Avignon                     | Vaucluse                | Provence-Alpes-Côte d'Azur | classé     | « PA00081912 », notice no PA00081912 | 43° 56′ 47″ nord, 4° 48′ 34″ est    |       |
| Livrée de Viviers                                                                  | Avignon                     | Vaucluse                | Provence-Alpes-Côte d'Azur | inscrit    | « PA00081916 », notice no PA00081916 | 43° 56′ 50″ nord, 4° 48′ 31″ est    |       |
| Abbaye Saint-Hilaire                                                               | Ménerbes                    | Vaucluse                | Provence-Alpes-Côte d'Azur | classé     | « PA00082075 », notice no PA00082075 | 43° 49′ 30″ nord, 5° 14′ 48″ est    |       |
| Hôtel Monier-Vinard                                                                | Orange                      | Vaucluse                | Provence-Alpes-Côte d'Azur | inscrit    | « PA00082104 », notice no PA00082104 | 44° 08′ 17″ nord, 4° 48′ 24″ est    |       |
| Théâtre municipal d'Orange                                                         | Orange                      | Vaucluse                | Provence-Alpes-Côte d'Azur | inscrit    | « PA00082109 », notice no PA00082109 | 44° 08′ 06″ nord, 4° 48′ 21″ est    |       |
| Château de Thézan                                                                  | Saint-Didier                | Vaucluse                | Provence-Alpes-Côte d'Azur | inscrit    | « PA00082146 », notice no PA00082146 | 44° 00′ 15″ nord, 5° 06′ 40″ est    |       |
| Hôtel d'Inguimbert                                                                 | Valréas                     | Vaucluse                | Provence-Alpes-Côte d'Azur | classé     | « PA00082195 », notice no PA00082195 | 44° 23′ 05″ nord, 4° 59′ 20″ est    |       |
| Château d'Apremont                                                                 | Apremont                    | Vendée                  | Pays de la Loire           | classé     | « PA00110016 », notice no PA00110016 | 46° 44′ 57″ nord, 1° 44′ 29″ ouest  |       |
| Maison de Charrette                                                                | La Garnache                 | Vendée                  | Pays de la Loire           | inscrit    | « PA00110124 », notice no PA00110124 | 46° 54′ 43″ nord, 1° 49′ 34″ ouest  |       |
| Moulins du Mont-des-Alouettes                                                      | Les Herbiers                | Vendée                  | Pays de la Loire           | inscrit    | « PA00110137 », notice no PA00110137 | 46° 53′ 40″ nord, 1° 00′ 28″ ouest  |       |
| Immeubles                                                                          | Les Sables-d'Olonne         | Vendée                  | Pays de la Loire           | inscrit    | « PA00110223 », notice no PA00110223 | 46° 29′ 42″ nord, 1° 47′ 03″ ouest  |       |
| Dolmen d'Arlait B                                                                  | Château-Larcher             | Vienne                  | Nouvelle-Aquitaine         | inscrit    | « PA00105393 », notice no PA00105393 | 46° 25′ 38″ nord, 0° 18′ 15″ est    |       |
| Château d'Aigne                                                                    | Iteuil                      | Vienne                  | Nouvelle-Aquitaine         | inscrit    | « PA00105469 », notice no PA00105469 | 46° 28′ 43″ nord, 0° 18′ 02″ est    |       |
| Hôtel de ville                                                                     | Poitiers                    | Vienne                  | Nouvelle-Aquitaine         | inscrit    | « PA00105619 », notice no PA00105619 | 46° 34′ 49″ nord, 0° 20′ 27″ est    |       |
| Hôtel de préfecture de la Vienne                                                   | Poitiers                    | Vienne                  | Nouvelle-Aquitaine         | inscrit    | « PA00105654 », notice no PA00105654 | 46° 34′ 51″ nord, 0° 20′ 09″ est    |       |
| Monastère Saint-Hilaire de la Celle                                                | Poitiers                    | Vienne                  | Nouvelle-Aquitaine         | classé     | « PA00105651 », notice no PA00105651 | 46° 34′ 42″ nord, 0° 20′ 39″ est    |       |
| Maison                                                                             | Senones                     | Vosges                  | Grand Est                  | inscrit    | « PA00107299 », notice no PA00107299 | 48° 23′ 37″ nord, 6° 58′ 56″ est    |       |
| Crypte Saint-Amâtre                                                                | Auxerre                     | Yonne                   | Bourgogne-Franche-Comté    | inscrit    | « PA00113585 », notice no PA00113585 | 47° 47′ 51″ nord, 3° 34′ 01″ est    |       |
| Passage couvert Manifacier                                                         | Auxerre                     | Yonne                   | Bourgogne-Franche-Comté    | inscrit    | « PA00113604 », notice no PA00113604 | 47° 47′ 46″ nord, 3° 34′ 17″ est    |       |
| Marché couvert (Halles)                                                            | Sens                        | Yonne                   | Bourgogne-Franche-Comté    | inscrit    | « PA00113881 », notice no PA00113881 | 48° 11′ 53″ nord, 3° 16′ 55″ est    |       |
| Théâtre municipal                                                                  | Sens                        | Yonne                   | Bourgogne-Franche-Comté    | inscrit    | « PA00113885 », notice no PA00113885 | 48° 12′ 00″ nord, 3° 16′ 55″ est    |       |
| Château de Croissy                                                                 | Croissy-sur-Seine           | Yvelines                | Île-de-France              | inscrit    | « PA00087416 », notice no PA00087416 | 48° 52′ 40″ nord, 2° 09′ 07″ est    |       |
| Château des Mesnuls                                                                | Les Mesnuls                 | Yvelines                | Île-de-France              | classé     | « PA00087537 », notice no PA00087537 | 48° 45′ 21″ nord, 1° 50′ 00″ est    |       |
| Maison métallique                                                                  | Poissy                      | Yvelines                | Île-de-France              | inscrit    | « PA00087570 », notice no PA00087570 | 48° 54′ 59″ nord, 2° 01′ 24″ est    |       |
| Immeuble                                                                           | Saint-Arnoult-en-Yvelines   | Yvelines                | Île-de-France              | inscrit    | « PA00087597 », notice no PA00087597 | 48° 34′ 13″ nord, 1° 56′ 10″ est    |       |
| Église Saint-Martin de Soindres                                                    | Soindres                    | Yvelines                | Île-de-France              | inscrit    | « PA00087649 », notice no PA00087649 | 48° 57′ 27″ nord, 1° 40′ 32″ est    |       |
| Immeuble                                                                           | Versailles                  | Yvelines                | Île-de-France              | inscrit    | « PA00087732 », notice no PA00087732 | 48° 48′ 12″ nord, 2° 08′ 05″ est    |       |
| Maison Saint-Vincent-de-Paul                                                       | Villepreux                  | Yvelines                | Île-de-France              | inscrit    | « PA00087784 », notice no PA00087784 | 48° 50′ 04″ nord, 2° 00′ 46″ est    |       |